# 全球自1850年以來的冰河退縮
全球自1850年以來的冰河退縮（英語：Retreat of glaciers since 1850）已對灌溉和家庭用水、山地休閒活動、依賴冰河融雪為生的動植物淡水供應造成影響，從長遠來看，也影響到海平面的高度（參見海平面上升）。冰河消退期在冰河時期結束時就已自然發生，但冰河學家發現，目前的冰河退縮是由於大氣中溫室氣體增加而導致加速，因而是受氣候變化影響的結果。在地球中緯度的山脈，如喜馬拉雅山脈、洛磯山脈、阿爾卑斯山、喀斯開山脈、南阿爾卑斯山脈和南安第斯山脈，以及獨立的熱帶山峰（如非洲的吉力馬扎羅山），正發生地球上最大比例的冰河損失。全球於1993年至2018年的26年間，累計冰河損失總量約為5,500吉噸（Gt，十億噸），即每年210吉噸，這類損失並未把大冰河外圍的冰河損失計入。:1275
山地冰河退卻，特別是在北美洲西部、亞洲、阿爾卑斯山，以及南美洲、非洲和印尼的熱帶和亞熱帶地區，提供證據顯示全球自19世紀末以來氣溫上升所造成的結果。格陵蘭冰原和西南極冰蓋的主要出口冰河自1995年以來的退縮速度加快，為海平面上升設下伏筆，預示全球沿海地區均會受到影響。
維持冰河質量平衡是決定冰河完整的關鍵因素。如果在堆積區的冰凍降水量超過消融區因融化而損失的部分，冰河就會往前推進，如果堆積小於消融，冰河就會退縮。冰河退縮顯示的是負質量平衡（冰量減少）現象，如果退縮持續，最終就會消失。
地球前一次的小冰期大約發生在1550年至1850年間的某段時期（那時有些地區的氣溫比之前和之後時期的會相對較低）。隨後直到1940年左右，世界各地的冰河隨著氣候大幅變暖而消退。在1950年至1980年間，因全球氣溫略有下降，世界冰河消退的速度減慢，在許多情況下甚至發生過短暫逆轉。自1980年以來，氣候變化導致冰河退縮變得越來越迅速及普遍，以至於有些冰河完全消失，許多剩餘冰河的存在也受到威脅。在安第斯山脈和喜馬拉雅山脈等地區的冰河如果消失，將會影響大片地區的供水。

## 退縮成因

預測：冰河的融化量與氣溫升高程度呈近線性相關。根據目前各國的承諾，全球平均氣溫將會升高2.7°C，全球冰河到2100年會融化一半，海平面會因此上升115±40毫米（公釐）。

所謂冰河質量平衡（即堆積與消融相互作用後的結果），其產生的差異會對冰河的存亡有重大作用。氣候變化會導致溫度和降雪量的變率，影響到冰河中冰量的變化。持續存有冰量負平衡的冰河會開始後退。持續有冰量正平衡的冰河則會往前延伸，然後達到一種新的平衡。目前地球上所有的冰河幾乎都處於冰量負平衡狀態，在退縮中。
冰河退縮，導致其在低海拔的部分消失。由於在海拔越高處的氣溫會更低，冰河最低部分的消失會讓其整體昇華降低，而升高質量平衡，並會重新建立平衡。如果冰河堆積區很大部分的質量平衡為負數，則表示它與氣候不能維持平衡，且在氣候不變冷和/或冰凍降水不增加的情況下而融化消失。
例如在美國華盛頓州的伊斯頓冰河就會縮小到原來大小的一半，但在往後幾十年內，縱然是氣溫變暖的情況下，仍會放緩縮小的速度。然而美國蒙大拿州的格林內爾冰河將會加速萎縮，直至消失。兩者不同之處在於伊斯頓冰河的上部仍然維持完整，且受到積雪覆蓋，而格林內爾冰河的上游卻是裸露的，在持續融化並變薄之中。海拔高度不足的小冰河最有陷入與氣候不平衡的可能。

## 測量
測量冰河退卻的方法包括標示冰河前沿、全球定位測繪、空中測量和使用雷射高度計測量。冰河發生冰量不平衡的主要現象是冰河整體變薄，顯示堆積區正在縮小。結果是堆積區周邊衰退，而非僅有前沿的衰退。實際上是冰河不再具正常的堆積區，而沒此種堆積區，冰河就無法生存。

### 冰河損失估計

山地冰河在1994年到2017年間的累積融化冰量為6.1兆噸（6,100吉噸），佔全球冰量損失的22%。

全球於1993年至2018年的26年間，累計冰河損失總量約為5,500吉噸，即每年210吉噸，這類損失並未把外圍的冰河損失包括在內。:1275

## 影響

### 供水
全球冰河持續退縮會產生許多不同的定量影響。在嚴重依賴溫暖夏季冰河融化後產生逕流以供水的地區，當前的退縮持續進行，將最終耗盡冰河並大幅減少，甚至是消除徑流。結果是農作物的灌溉量受到影響，並減少水壩和水庫在夏季所需的淡水補給。這種情況對南美洲灌溉用水的影響尤其嚴重，那裡許多人工湖幾乎完全依靠冰河融化補充。中亞國家歷來也依賴季節性冰河融水來提供灌溉和飲用水。在挪威、阿爾卑斯山和北美洲太平洋西北地區，冰河徑流對水力發電有重要作用。

### 生態系統
許多淡水和鹹水的動植物物種都依賴冰河供水來確保它們已適應的冷水棲息地。某些淡水魚（尤其是鮭魚和鱒魚）需要冷水才能生存和繁殖。冰河徑流減少會導致河川流量不足，無法讓這些物種繁衍生息。由於冰河融化導致輸入海洋的淡水增加，以及可能導致海洋溫鹽環流發生變化，而影響到人類的漁業活動。

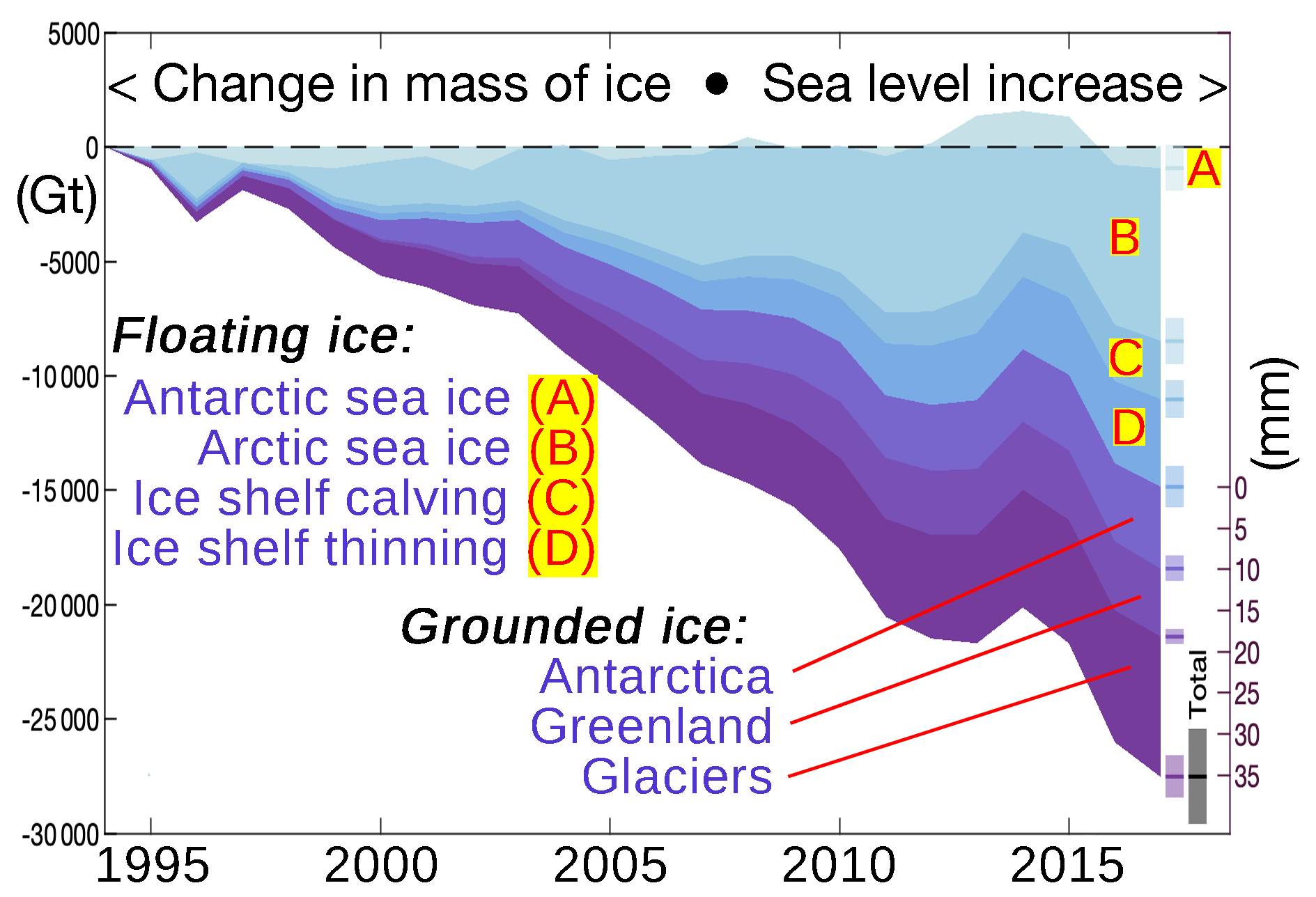
全球在1994年到2017年間損失28兆噸的冰量（包括冰蓋及冰河的），讓海平面上升34.6 ±3.1毫米。冰量損失速度比1990年代升高57%（每年從0.8兆噸增至1.2兆噸）。

### 洪水
冰河融化中有個主要問題 - 冰湖潰決洪水 (GLOF) 的風險會增加，過去曾對生命和財產造成巨大影響。冰河退卻所留下的融水通常被冰磧困住，冰磧通常不穩定，會因地震、山體滑坡或雪崩而崩塌。如果前沿冰磧的強度不足以支撐那些被困住，且在上升中的融水，會有破裂的可能，導致大規模的局部性洪水。由於冰河退縮導致冰前湖的形成和擴張，此類事件發生的機率正在上升中。過去發生過的GLOF曾造成巨大的損失。位於冰前湖下游陡峭狹窄山谷中的城鎮和村莊面臨的風險最大。於1892年，GLOF從德特·勞斯冰河形成的冰前湖中釋放約200,000立方米（260,000立方碼）的水，導致法國市鎮聖熱爾韋萊班有200人喪生。據了解，世界上每個有冰河的地區都有發生GLOF的可能。持續的冰河退縮將會形成和擴大冰前湖，增加未來GLOF發生的風險。

### 海平面上升
全球海平面大幅上升的可能性主要取決於格陵蘭和南極洲極地冰蓋的大規模融化（全球絕大多數冰河的所在）。如果極地冰蓋全部融化，世界海洋預計將上升70米（230英尺）。以前人們認為極地冰蓋對海平面上升的影響並不大（參見IPCC第四次評估報告（2007年）），但最近的研究證實南極洲和格陵蘭目前每年對全球海平面上升的影響各為0.5毫米（0.020英寸）。僅位於南極洲西部的思韋茨冰川“目前攜帶的冰量入海就造成全球海平面上升約4%。這條冰河所容納的冰量足以讓世界海平面升高略超過2英尺（65厘米），如果其鄰近冰河所有冰也都消失，將會讓海平面另外升高8英尺（2.4米）。”事實上，IPCC所發佈的評估報告並未將冰蓋快速衰退納入其海平面升高預測，因此很難得到海平面上升的合理估計，但一份發表於2008年的研究報告說到2008年，全球海平面最低上升幅度將會約為0.8米（2.6英尺）。 

### 管理退縮的做法
為延緩某些在奧地利滑雪勝地的冰河融化，會在施圖拜阿爾卑斯山脈冰河和皮茨山谷冰河（Pitztal Glacier）的部分區域使用塑料布覆蓋的做法。在瑞士也會運用塑料布覆蓋以減少滑雪場的冰河融化。雖然在滑雪勝地使用塑料布覆蓋冰河的小規模做法可能有用，但當規模擴大之後將不具經濟實用性。

## 中緯度地區
所謂中緯度冰河包含有位於北迴歸線與北極圈之間，以及位於南迴歸線與南極圈之間的地區。這兩個地區都有來自山地冰河、山谷冰河甚至是位於高山中較小冰蓋的冰源。所有這類的冰河都位於山脈中，特別是喜馬拉雅山脈、阿爾卑斯山、庇里牛斯山、洛磯山脈、高加索、北美洲太平洋海岸山脈、南美洲的巴塔哥尼亞及紐西蘭的山脈。這些緯度的冰河分佈更廣，而且當距離極地越近，冰河的質量也越大。這些冰河在過去150年中受到廣泛的研究。中緯度地區中幾乎所有的冰河與與熱帶地區的情況一樣，處於冰量負平衡狀態，在消退中。

### 北半球 - 歐亞大陸

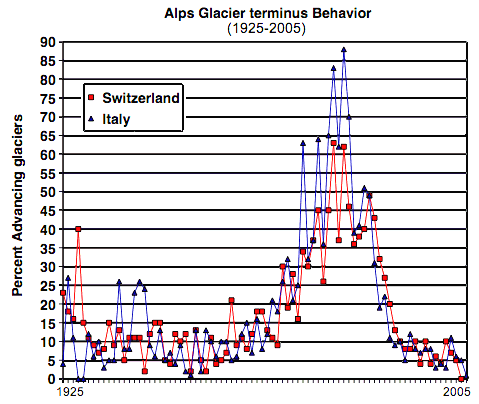
由義大利與瑞士冰河管理單位取得的年度調查數據，顯示的是冰河前沿有進展的比率。可看出在20世紀中期有強勁的退縮趨勢，但情況仍不如近年般的嚴峻。目前的退縮趨勢顯示的是已變小的冰河將會變得更小，甚至是消失。

#### 歐洲
在法國境內的阿爾卑斯山的所有冰河都在退縮。發源於阿爾卑斯山最高峰白朗峰上的阿根提爾冰河自1870年起已消退1,150米（3,770英尺）。其他發源於白朗峰的冰河也已退縮，包括冰海冰川（為法國最大的冰河，長12公里（7.5英里），在1994年至2008年間已退縮500米（1,600英尺））。這條冰河自小冰期結束以來已退縮2,300米（7,500英尺）。如果目前的氣候變暖趨勢持續下去，預計阿根提爾冰河和冰海冰川到21世紀末將會完全消失。當地的泊桑冰河曾於1900年從白朗峰頂峰海拔4,807米（15,771英尺）開始，延伸至海拔1,050米（3,440英尺）處，而到2008年，這條冰河已後退至海拔1,400米（4,600英尺）的所在。
其他研究人員發現阿爾卑斯山的冰河消退速度比幾十年前更快。蘇黎世大學於2009年發表的一篇論文提出瑞士對89條冰河進行的調查，與1973年相比，發現其中76條正在後退中，5條呈靜止狀態，8條則在進展中。其中特里夫特冰河已發生有記錄以來的最大退縮，它在2003年至2005年之間減少350米（1,150英尺）。阿萊奇冰河是瑞士最大的冰河，自19世紀末起就受到研究。從1880年到2009年之間，這條冰河已後退2.8公里（1.7英里）。自1980年以來，這種後退速度有所增加，在整個期間最後20%中的退縮佔總數的30%（即800米（2,600英尺））。
瑞士的莫特瑞許冰河是受到科學研究期間最長的冰河之一，從1878年開始即每年會測量其長度一次。從1878年到1998年之間，冰河總體退縮達到2公里（1.2英里），年均退縮長度約為17米（56英尺）。而在近年的退縮速度已明顯超過長期平均水平(1999年至2005年之間，冰河每年平均退縮30米（98英尺）)。同樣的，在義大利阿爾卑斯山的冰河中，於1980年只有約三分之一在退縮。 而到1999年，已有89%的冰河在消退。義大利冰河委員會在2005年發現其北部大區倫巴底有123座冰河正在消退中。一項對對義大利阿爾卑斯山斯福澤利納冰河所做的隨機研究顯示該冰河在2002年至2006年間的退縮速度遠高於之前35年所發生的。研究人員為研究位於倫巴底高山地區的冰河，而對從1950年代到21世紀初拍攝的航空和地面相片做比較，推斷出在1954年至2003年期間，大多數較小的冰河已退卻一半以上。對阿爾卑斯山冰河的重複拍攝顯示自研究工作開始後，當地冰河已發生明顯的退卻。
蘇黎世聯邦理工學院於2019年發表的研究說明由於氣候變化，阿爾卑斯山冰河中將有三分之二的冰量注定會在本世紀末完全融化。而最悲觀的情景是到2100年，阿爾卑斯山將幾乎完全無冰，高海拔地區僅剩下孤立的小冰地。

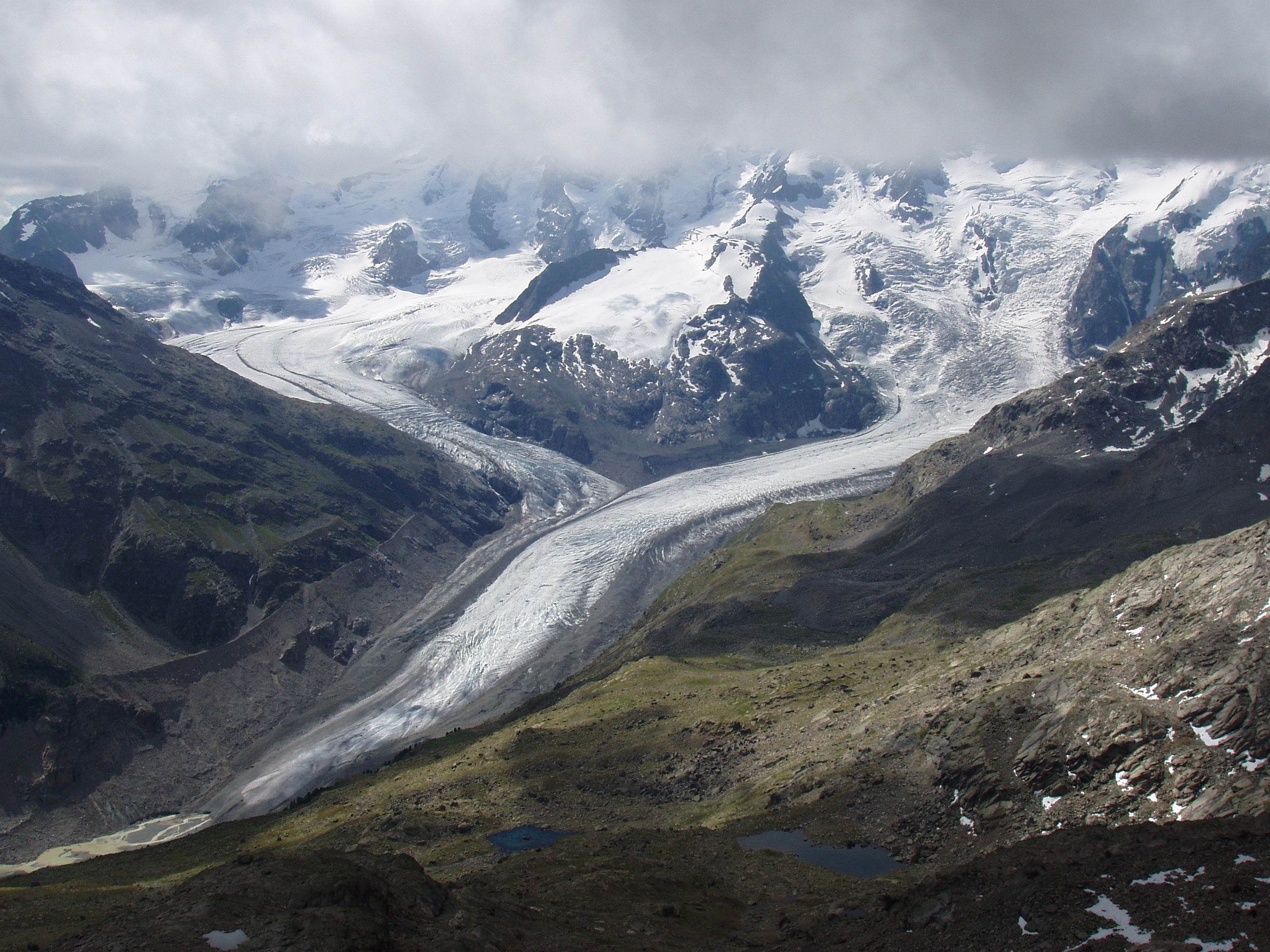
瑞士莫特瑞許冰河（右）與伯斯冰河（Pers Glacier）（左）（攝於2005年）。

位於阿爾卑斯山的冰河比歐洲其他地區較受到冰河學家的關注，但研究顯示北歐的冰河也在消退中。位於瑞典大冰河的塔爾法拉研究站自第二次世界大戰結束後即進行世界上為期最久的連續冰量平衡研究。在瑞典北部的凱布訥山脈，一項對1990年至2001年間16條冰河的研究發現14條冰河正在退縮，一條正在前進，一條處於穩定狀態。挪威從19世紀初就開始進行冰河研究，並從20世紀90年代開始定期進行全面調查。全球內陸冰河普遍存在負冰量平衡狀態，而在20世紀90年代，海洋冰河則表現出正冰量平衡並往前進展。 海洋冰河所出現的正冰量平衡歸因於1989年至1995年期間降下的大雪。但此後降雪量減少，已導致大多數挪威冰河發生顯著退縮。於2010年對挪威31個冰河的調查，顯示27條冰河正在退縮，1條沒有變化，3條在前進中。同樣在2013年所做的調查，發現33條挪威冰河中，有26條正在後退，4條沒有變化，3條在前進中。
挪威的英格布令冰河（Engabreen Glacier），是名為斯瓦堤笙冰蓋（Svartisen） 的出口冰河，曾在20世紀有某種程度的前進，但在1999年至2014年間已退縮200米（660英尺） 。Brenndalsbreen冰河在2000年至2014年之間退縮56米（184英尺），而Rembesdalsskåka冰河自小冰期結束以來已退縮2公里（1.2英里），在1997年至2007年間已退縮200米（660英尺） 。Briksdalsbreen冰河在1996年至2004年間退縮230米（750英尺），這條冰河在研究的最後一年退縮達到130米（430英尺），是從1900年開始研究以來的最大年度退縮。冰河在2006年的退縮數字更為龐大，從2005年秋季到2006年秋季，有5座冰河退縮超過100米（330英尺）。傑斯特達冰河（挪威稱為Jostedalsbreen，為歐洲大陸最大的冰體）的四個出口：Kjenndalsbreen冰河、Brendalsbreen冰河、Briksdalsbreen冰河和Bergsetbreen冰河的前沿均後退超過100米（330英尺）。總體而言，從1999年到2005年，Briksdalsbreen冰河後退336米（1,102英尺）。Gråfjellsbrea冰河是福爾格冰蓋出口冰河，已後退近100米（330英尺）。

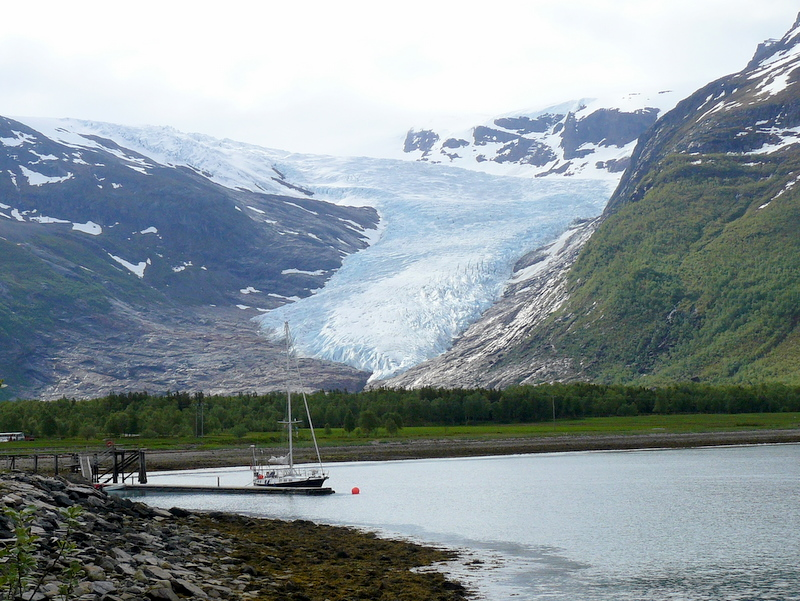
挪威的英格布令冰河（Engabreen Glacier），其前沿在2014年的海拔僅為7米（23英尺），在歐洲是冷岸群島冰河以外冰河中的最低海拔。這條冰河的前沿在20世紀時可直達大海。

最近的研究顯示在西班牙的庇利牛斯山區，馬拉德塔山上的冰河範圍和體積於1981年至2005年期間發生重大縮減，包括面積減少35.7%（從2.41平方公里（600英畝）減少到1.55平方公里（380英里）），總冰量減少0.0137立方公里（0.0033立方英里），以及冰河的前沿平均海拔升高43.5米（143英尺）。自1991年以來，整個比利牛斯山脈中有50-60%的冰河面積已消失。位於巴拉圖斯、佩爾迪古雷羅和拉穆尼亞山峰的冰河在此期間消失。 而位於佩爾迪多山的冰河面積已從90公頃縮小至40公頃。
阿爾卑斯山冰河從1850年以來持續退縮，其最初的原因是工業產生的黑碳導致冰河反照率下降的結果。根據一份報告，這現象可能加速歐洲冰河的退縮，否則冰河會繼續擴大直到1910年左右。

#### 西亞
位於土耳其的所有冰河都在退縮，由於冰河變薄以及退縮，在其前沿均逐漸形成冰前湖。土耳其在1970年代至2013年期間擁有的冰河面積減少一半（從1970年代的25平方公里（9.7平方英里）減少到2013年的10.85平方公里（4.19平方英里））。受研究的14條冰河中，有5條完全消失。該國東邊距離伊朗邊界僅16公里的亞拉拉山擁有土耳其最大的冰河，這條冰河預計將在2065年完全消失。

#### 西伯利亞與俄羅斯遠東地區
由於西伯利亞冬季氣候乾燥，通常被歸類為極地地區，僅在阿爾泰山脈、維科揚斯克山脈、切爾斯基山脈和孫塔爾哈亞塔山脈有冰河存在，在貝加爾湖附近的山脈中可能還有一些非常小的冰河，但從未受到監測，而且可能自1989年以來就已消失。於1952年至2006年間，在阿克特魯河盆地（ Aktru Basin）地區的冰河已縮小7.2%。這種收縮主要發生在冰河的消融區，一些退縮幅度達數百米。根據2006年的一份報告，阿爾泰山脈地區在過去120年裡氣溫上升1.2°C，其中大部分的升溫發生在20世紀末期以後。
在海洋性較強且普遍濕潤的俄羅斯遠東地區中，堪察加半島在冬季會暴露於阿留申低壓的濕氣中，因此擁有較眾多的冰河，截至2010年的總面積約為906平方公里（350平方英里），其中有448條已知冰河。雖然當地在冬季有較多的降雪，夏季氣溫較低，但在更南端的千島群島和庫頁島，歷來夏季有較高的降雨量，即使在當地最高峰也因融化率過高，無法實現正冰量平衡。楚科奇半島上有許多小型高山冰河，冰河作用的範圍雖然比西部地區大，仍比堪察加半島要小得多，當地冰河總計約有300平方公里（120平方英里）。
西伯利亞及俄羅斯遠東地區的冰河退縮訊息與世界上大多數其他冰河地區相比，較不充分。造成的原因有幾個，最主要的是當地監測站的數量從共產主義政權垮台後已大幅減少。另一因素是在維科揚斯克山脈和切爾斯基山脈，在20世紀40年代的冰河被發現之前，沒人知道當地有冰河存在，而在極偏遠的堪察加半島和楚科奇半島，雖然較早就知有冰河存在，但對其開始監測大約只發生在第二次世界大戰快結束的時候。雖然如此，已有的記錄確實顯示除堪察加半島的火山冰河外，在阿爾泰山脈的所有冰河都普遍發生退縮。位於西伯利亞東北方的薩哈的冰河總面積為70平方公里，自1945年以來已縮小約28%，有些地方每年縮小幾個百分點，而在阿爾泰山脈和楚科奇山脈以及堪察加半島的非火山地區，縮小幅度會較大。

#### 喜馬拉雅山脈和中亞

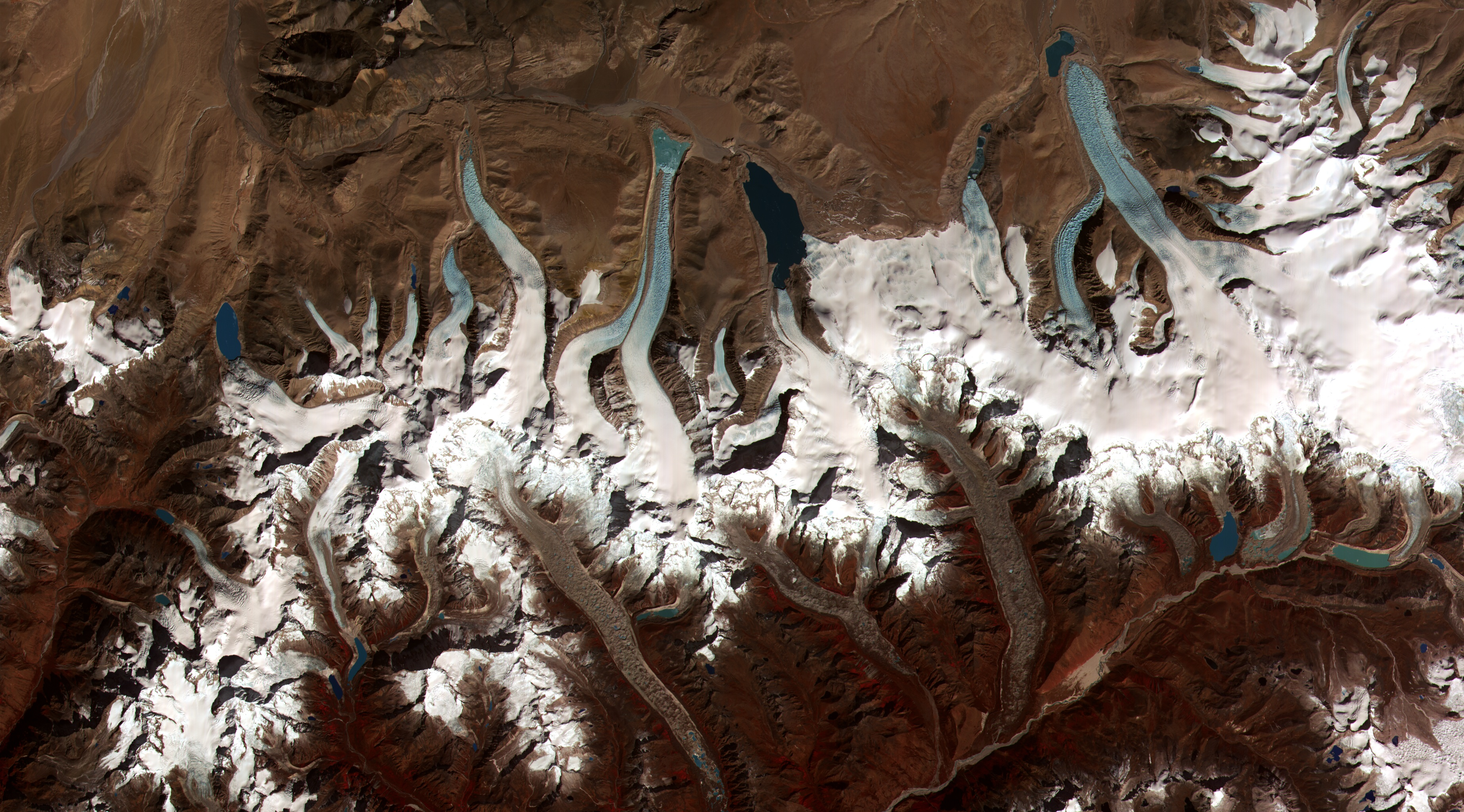
美國國家航空暨太空總署（NASA）的相片，顯示在不丹-喜馬拉雅山脈區域中，位於退縮冰河前沿的冰前湖。

喜馬拉雅山脈和中亞的其他山脈擁有大片的冰河地區。據估計大喜馬拉雅山脈區有15,000條冰河，興都庫什山脈、喀喇崑崙山脈和天山山脈中的冰河數目大約與大喜馬拉雅山脈區相同，這些冰河共同構成在兩極以外最大的冰河區域。冰河為蒙古國、中國西部、巴基斯坦、阿富汗和印度等乾旱國家提供重要的水源。大喜馬拉雅山脈區的冰河與世界各地的都同樣經歷冰量下降的問題，研究人員稱從1970年代初到2000年代初，冰量已減少9%，雖然全球冰河自小冰期以來就經歷冰量損失，但目前損失的速度比從前增加10倍。全球變暖讓冰河的冰融化，導致冰前湖形成以及擴張，而會造成冰湖潰決洪水 (GLOF) 的頻率增加。如果目前的趨勢維持不變，冰量將會逐漸減少，而影響水資源的可用性，但這般的水流失預計至少在幾十年內不會造成問題。
在阿富汗的瓦罕走廊，於1976年至2003年間所調查的30條冰河中有28條發生顯著退縮，平均每年退縮11米（36英尺）。其中一條 - 澤梅斯坦冰河（Zemestan Glacier）- 在此期間退縮460米（1,510英尺），約接近其5.2公里（3.2英里）長度的10%。於1950年至1970年間在對中國612條冰河所做的研究中，其中有53%正在退縮。 而在1990年後所做的測量，有95%的冰河正在退縮，顯示冰河的退縮已成普遍現象。在喜馬拉雅山珠穆朗瑪峰地區的冰河均處於退縮狀態。絨布冰川（將珠穆朗瑪峰北側的水輸入西藏）每年退縮20米（66英尺）。在尼泊爾東北方的坤布地區，於1976年至2007年間調查的15條沿著喜馬拉雅山主峰前緣的冰河均發生大幅退縮，平均每年退縮28米（92英尺）。15條冰河中最著名的是坤布冰河，在調查期間的年退縮率達18米（59英尺）。[69印度的根戈德里冰川在1936年至1996年間退縮1,147米（3,763英尺），而在20世紀最後的25年內退縮達850米（2,790英尺）。但這條冰河的長度仍超過30公里（19英里）。1976年至2005年間對錫金的26條冰河所做的調查，它們正以每年平均13.02米（42.7英尺）的速度退縮。ref name=raina>Raina, V. K.  (PDF). Ministry of Environment and Forests. 2010  [2015-11-15]. （原始内容存档 (PDF)于2019-03-12）.</ref>總體而言，位於大喜馬拉雅山脈區，經過調查的冰河平均每年的退縮率為18至20米（59至66英尺）。當地唯一出現冰河有進展的地區是喀喇崑崙山脈，而且僅在海拔最高的冰河中，有可能歸因於降水量增加，導致冰河上的雪和冰堆積而讓前沿受到壓力，往前推進的緣故。長度有68公里（42英里）的比亞福冰河中段在1997年至2001年件增厚10至25米（33至82英尺），但其前沿並未往前進展。

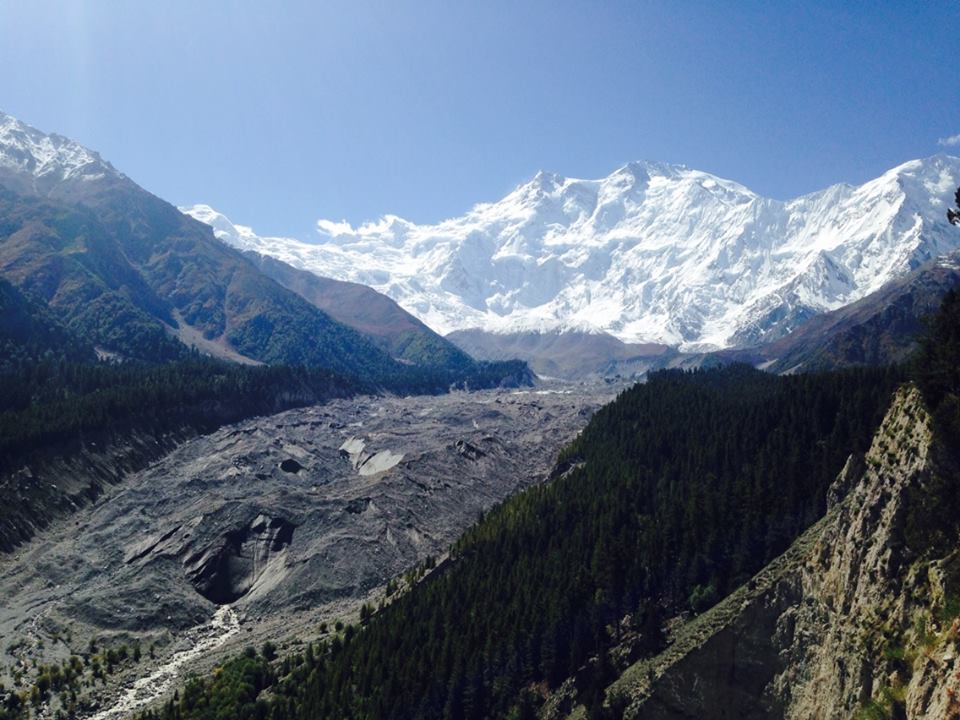
於巴基斯坦南迦帕爾巴特峰，冰河退縮後所遺留的河道。

當喜馬拉雅山脈中冰河退縮後，會形成一些冰蝕湖。研究人員估計，如果封住尼泊爾的21個冰蝕湖和不丹的24個冰蝕湖的冰磧崩塌，就會造成GLOF，對居住在冰湖下游的人造成傷亡及破壞。位於不丹名為拉夫斯曾錯（Raphstreng Tsho ）的冰蝕湖被確定具有可能危險，其在1986年測得的長度為1.6公里（0.99英里）、寬0.96公里（0.60英里）、深80米（260英尺）。該湖到1995年已膨脹到長1.94公里（1.21英里），寬1.13公里（0.70英里），深107米（351英尺）。1994年，拉夫斯曾錯附近另一名為拉戈基錯（Luggye Tsho）的冰蝕湖曾發生GLOF， 在其下游造成23人死亡。
位於吉爾吉斯斯坦阿克·希拉克山脈（Ak-shirak Range）中的冰河在1943年至1977年間發生輕微的退縮，而在1977年至2001年間的退縮則加速，剩餘的冰量損失達20%。在吉爾吉斯斯坦與中國和哈薩克斯坦之間的天山山脈，對山脈北部地區的研究顯示當地在1955年至2000年間平均每年損失2立方公里（0.48立方英里）的冰量，這些冰河是當地重要的水源。牛津大學發表的研究報告也提出在1974年至1990年間，此處冰河的體積平均每年損失1.28%。
帕米爾高原主要位於塔吉克斯坦境內，共擁有約八千條冰河，其中許多均處於退縮狀態。塔吉克斯坦的冰河在20世紀已流失20立方公里（4.8立方英里）的冰。費琴科冰川長70公里（43英里），是塔吉克斯坦最大的冰河，也是地球上最大的非極地冰河，在1933年至2006年間共退縮1公里（0.62英里），其面積在1966年至2006年縮減44平方公里（17平方英里）。塔吉克斯坦和帕米爾高原的鄰國均高度依賴冰河徑流，來維持在乾旱發生時及每年旱季期間的河川流量。冰河持續融化會造成短期內流入河川和溪流的水量增加，但長期而言，水量將會無以為繼。

### 北半球 - 北美洲

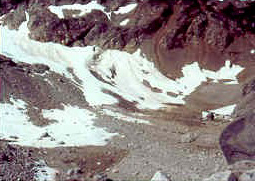
北喀斯喀特國家公園內的路易斯冰河，於1990年退縮後的情況。

北美洲的冰河主要位於美國和加拿大的洛磯山脈的山脊，以及從加利福尼亞州北部延伸到阿拉斯加州的太平洋海岸山脈的山脊。雖然格陵蘭在地質上與北美洲相關，但它也是北極區的一部分。除塔庫冰川等少數潮汐冰河（tidewater glacier）正處於阿拉斯加州沿岸盛行的潮汐冰河週期高峰階段外，幾乎所有北美洲其餘潮汐冰河都處於退縮狀態。這一退縮率自1980年左右起迅速上升，總體而言，之後每十年的退縮率都比前十年為高。加利福尼亞州和內華達州的內華達山脈中還散佈著殘餘的小型冰河。

#### 喀斯開山脈
北美洲西部的喀斯開山脈從加拿大英屬哥倫比亞省南部延伸到加利福尼亞州北部。除阿拉斯加州以外，美國約一半的冰河面積都包含於北喀斯喀特國家公園內的700多條冰河內，其中一部分位於加拿大-美國邊境和華盛頓州中部的90號州際公路之間。這些冰河所含的水量與該州其他所有湖泊和水庫的水量一樣多，並在乾燥的夏季提供大量溪流和河川流量，約達870,000立方米（1,140,000立方碼）。 

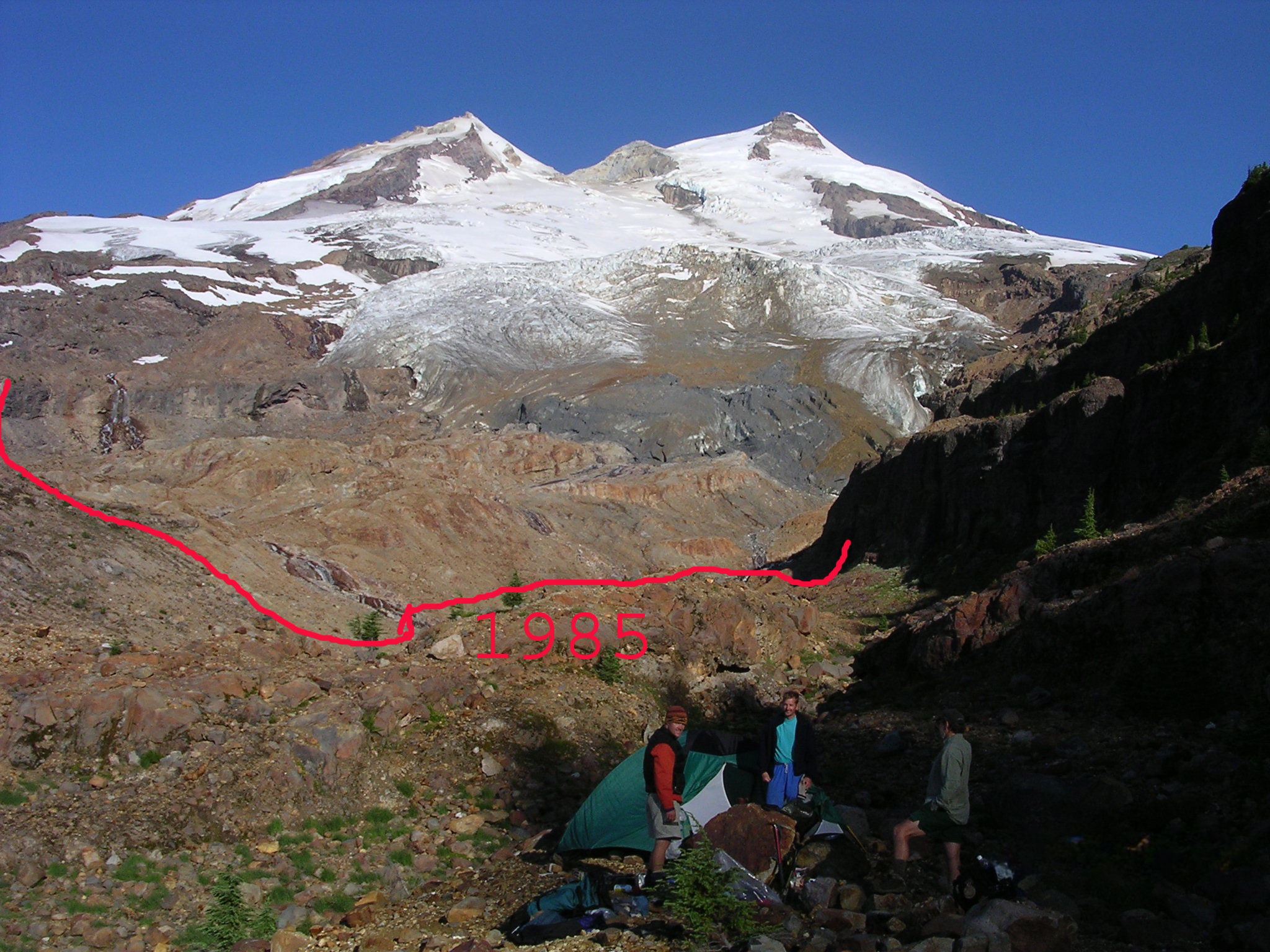
博爾德冰河在1987年到2003年間退縮450米（1,480英尺）。

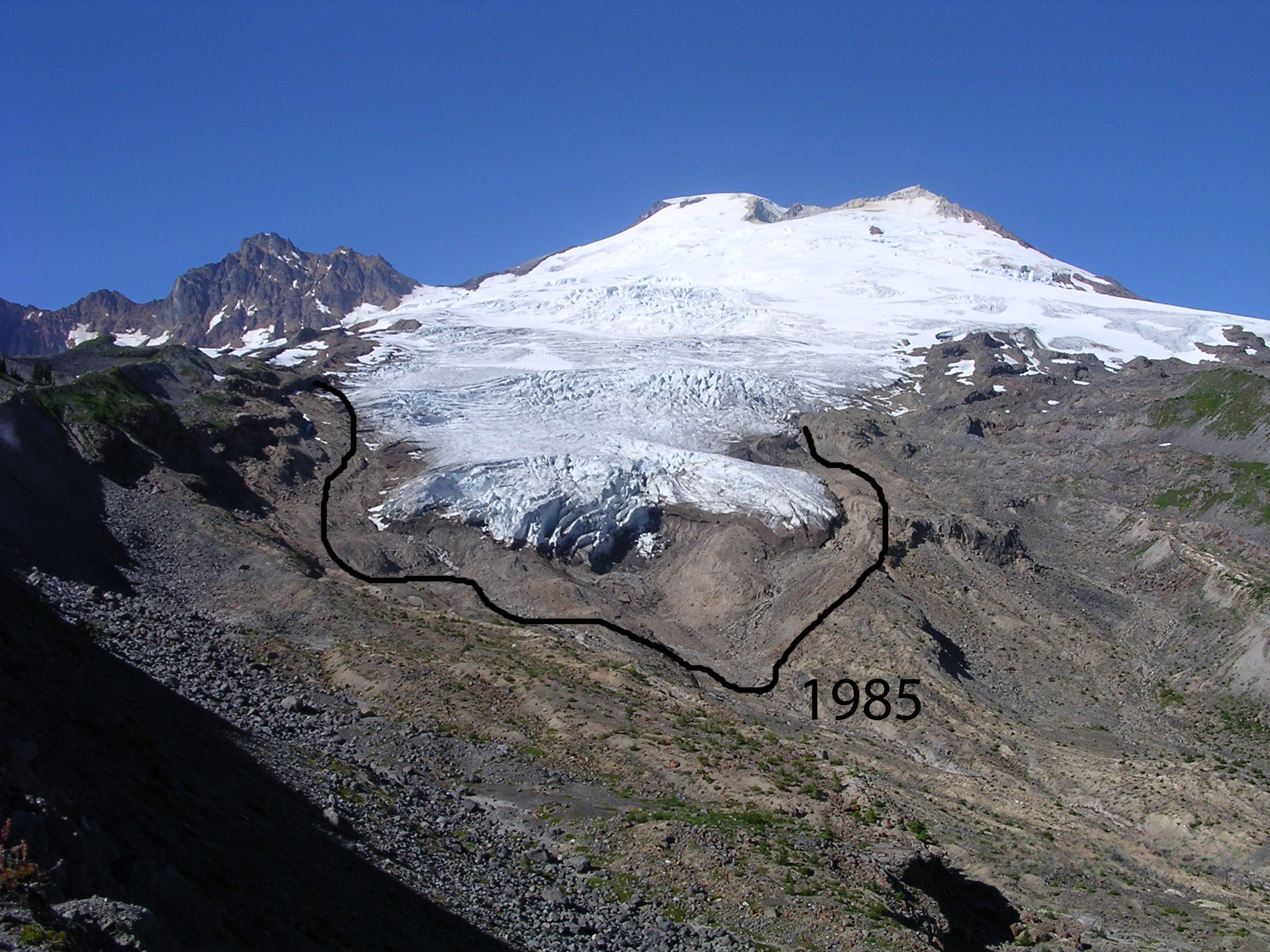
伊斯頓冰河在1990年到2005年間退縮255米（837英尺）。

由於1944年至1976年間天氣變冷和降水增加，許多北喀斯喀特國家公園內的冰河直到1975年均往前延伸。而到1987年，當地的冰河已發生退縮，從20世紀70年代中期開始，每十年的退縮速度都在加速。1984年至2005年間，當地冰河年均厚度減少超過12.5米（41英尺），體積減少20%至40%。
冰河學家發現北喀斯喀特國家公園內所有受監測的47條冰河都在退縮，而其中四條 - 蜘蛛冰河、路易斯冰河、牛奶湖冰河和大衛冰河（Mt. David glacier）幾乎完全消失。懷特·查克冰河（靠近格拉西爾峰）是個特別引人注目的例子 - 其面積從1958年的3.1平方公里（1.2平方英里）縮小到2002年的0.9平方公里（0.35平方英里）。在1850年至1950年間，貝克山東南側的博爾德冰河退縮達到8,700英尺（2,700米）。任職於美國國家森林局的威廉·朗 (William Long) 於1953年觀察到，由於天氣涼爽/潮濕，冰河開始向前發展，到1979 年，冰河往前進展達743米（2,438英尺）。而從1987年到2005年，冰河再次退卻450米（1,480英尺），在退卻的路徑上留下一片光禿的荒地。這次退縮發生在冬季降雪減少和夏季氣溫較高的時期。在喀斯開山脈地區，冬季積雪自1946年起已減少25%，同期夏季氣溫上升0.7°C (1.2°F)。雖然同期的冬季降水量略有增加，但積雪卻有減少，反映出冬季氣溫升高導致的是降雨（而非降雪）以及冰河融化。截至2005年，所觀測到的北喀斯喀特國家公園內冰河中有67%處於冰量補充不平衡狀態，它們在當前氣候狀態下將難以繼續存在。除非氣溫下降和降雪增加，否則這些冰河最終將會消失。除非氣溫持續升高，否則剩餘的冰河預計將會穩定下來，但規模會大幅縮減。

#### 美國洛磯山脈
在蒙大拿州冰河國家公園背風山坡上的最高峰區，與山脈同名的冰河正迅速縮小。美國國家公園管理局和美國地質調查局（USGS）已花費幾十年繪測出每條冰河的面積。將19世紀中葉拍攝的照片與當代圖像進行比較，可提供充足的資料來證明自1850年起它們已明顯後退。之後的重複攝影可清楚顯示如格林內爾冰河等都在後退。較大的冰河現在大約是1850年開始研究時面積的三分之一，而許多較小的冰河已完全消失。冰河國家公園於1850年被冰河覆蓋的面積有99平方公里（38平方英里），到1993年只剩下27%。研究人員認為家公園現存的一些冰河除非當前的氣候模式逆轉，否則將會在2030年至2080年間消失。格林內爾冰河只是冰河國家公園內在過去幾十年來，眾多冰河之中被充分攝影記錄的其中之一。下面的照片清楚顯示自1938年以來這座冰河的退縮情況。

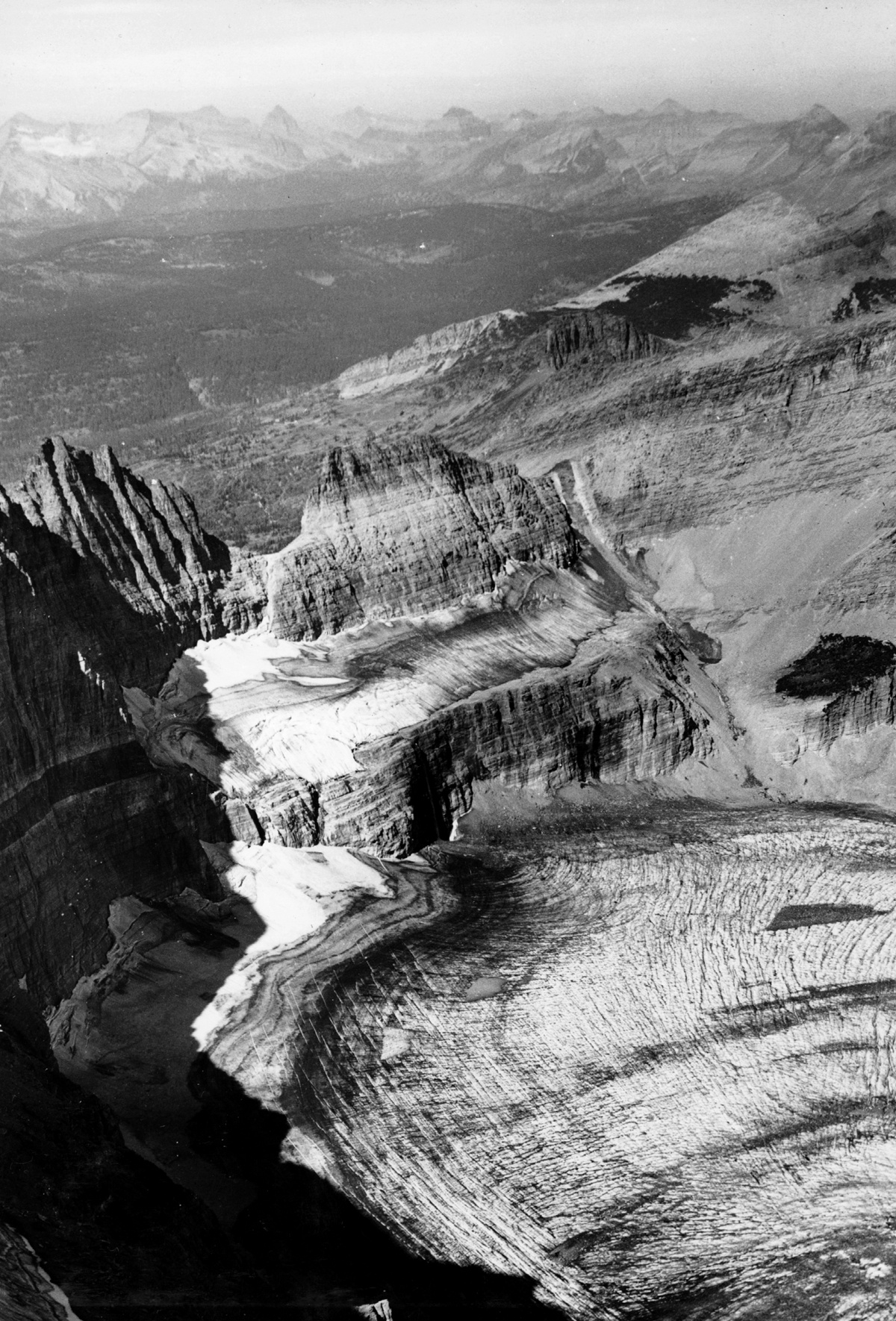
1938年，攝影者T.J.希勒曼（英语：T.J. Hileman）
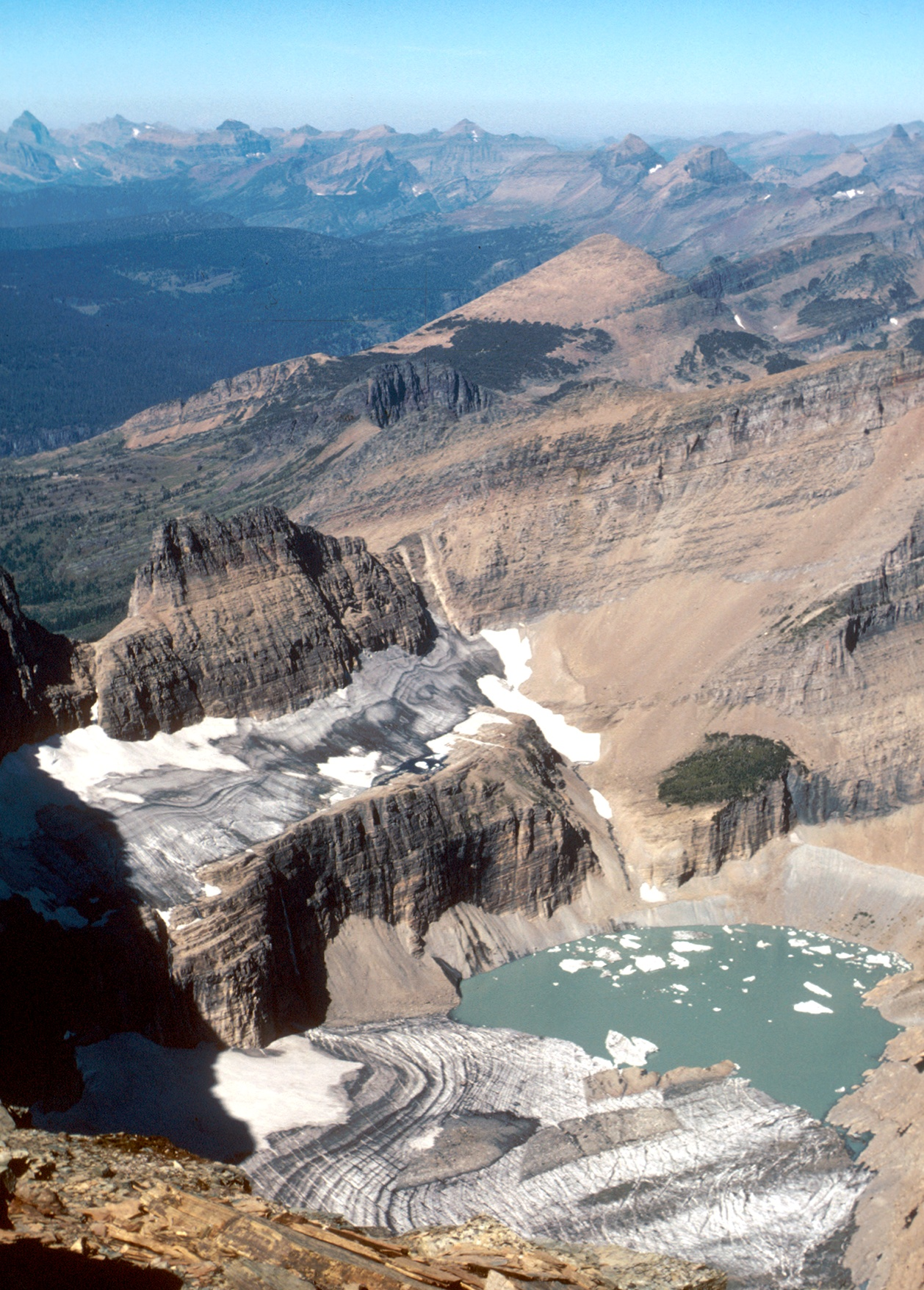
1981年，攝影者Carl Key (USGS)
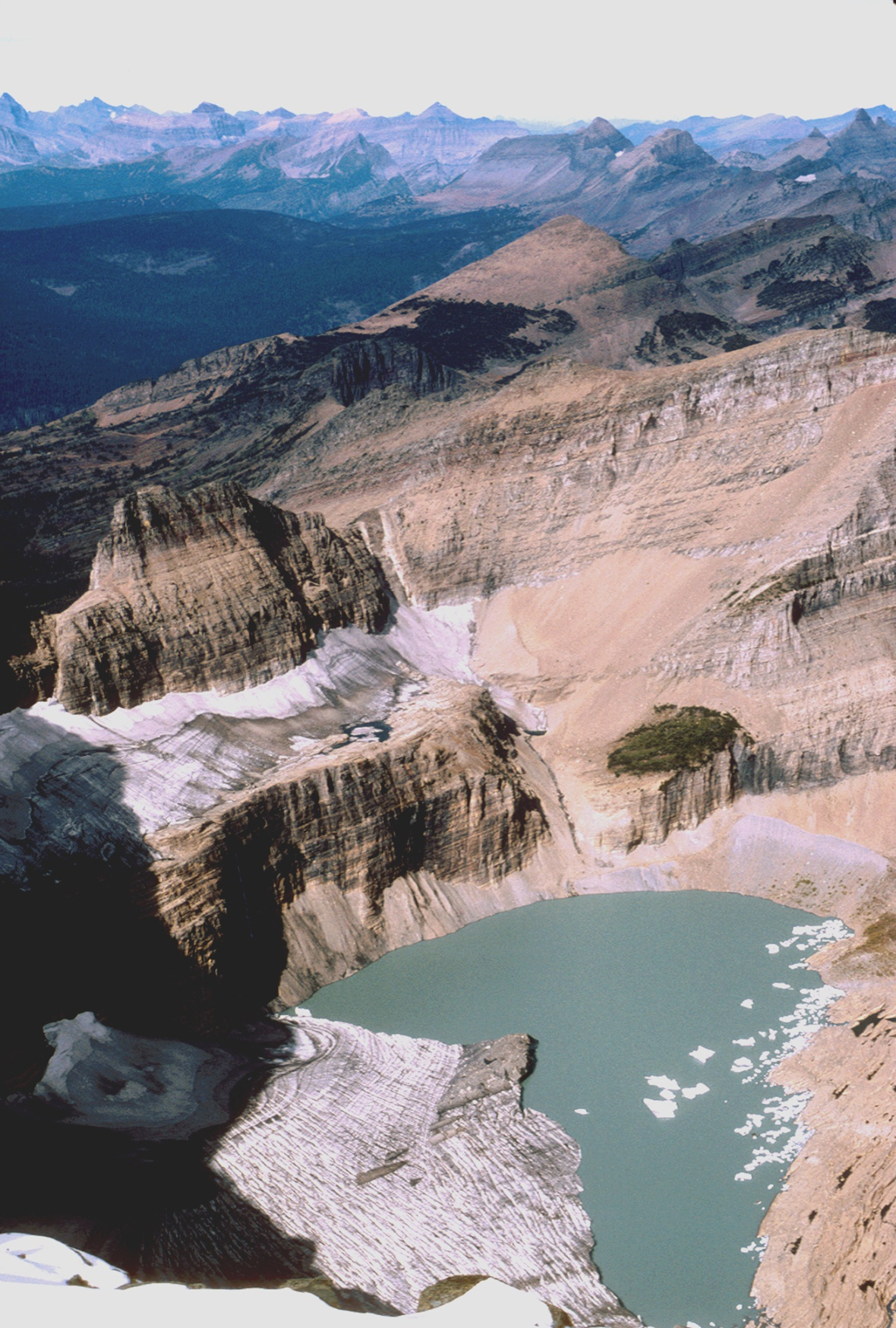
1998年，攝影者Dan Fagre (USGS)
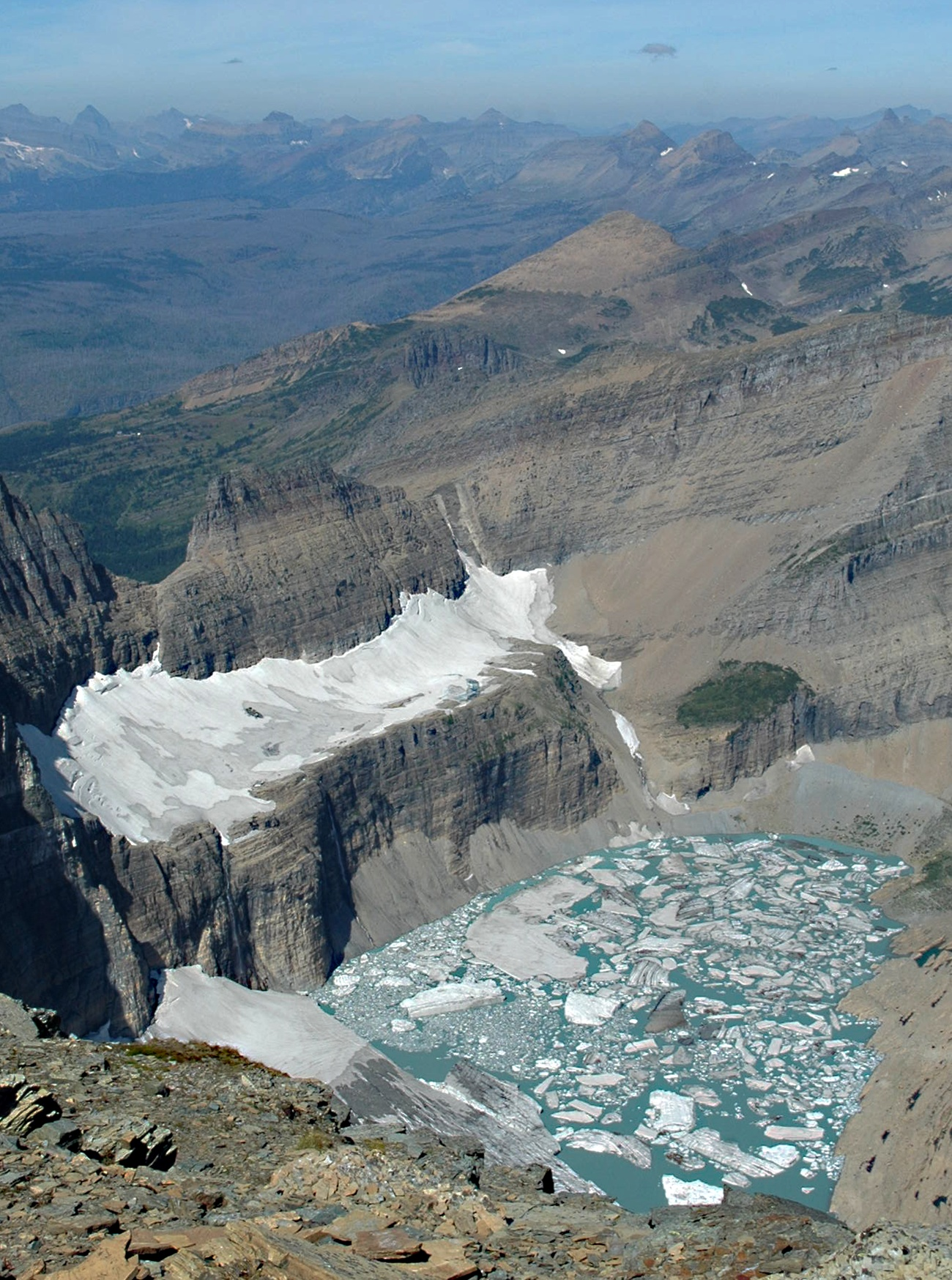
2009年，攝影者Lindsey Bengtson (USGS)

懷俄明州的半乾旱氣候仍能維持大提頓國家公園內約十幾個小冰河的存在，但這些冰河都顯示出過去50年來發生消退的跡象。 教室冰河位於大提頓峰稍西南處，是公園內較易到達的冰河之一，但預計到2025年就會消失。在1950年至1999年間所做的研究顯示，在溫德河山脈的布里傑-蒂頓國家森林和肖肖尼國家森林中的冰河面積在此期間縮小三分之一以上。照片顯示今日的冰河面積只有1890年代末首次拍攝時的一半。研究還顯示在20世紀90年代冰河退縮的程度比過去100年中的任何十年都要大。甘尼特峰東北坡的甘尼特冰河是加拿大以南洛磯山脈中最大的冰河，據報導，它的體積自1920年以來已減少50%以上，而其中近一半的損失均發生在1980年之後。冰河學家認為如果當前的氣候模式繼續下去，懷俄明州剩餘的冰河將會在21世紀中葉消失。 

#### 加拿大洛磯山脈、海岸以及哥倫比亞山脈

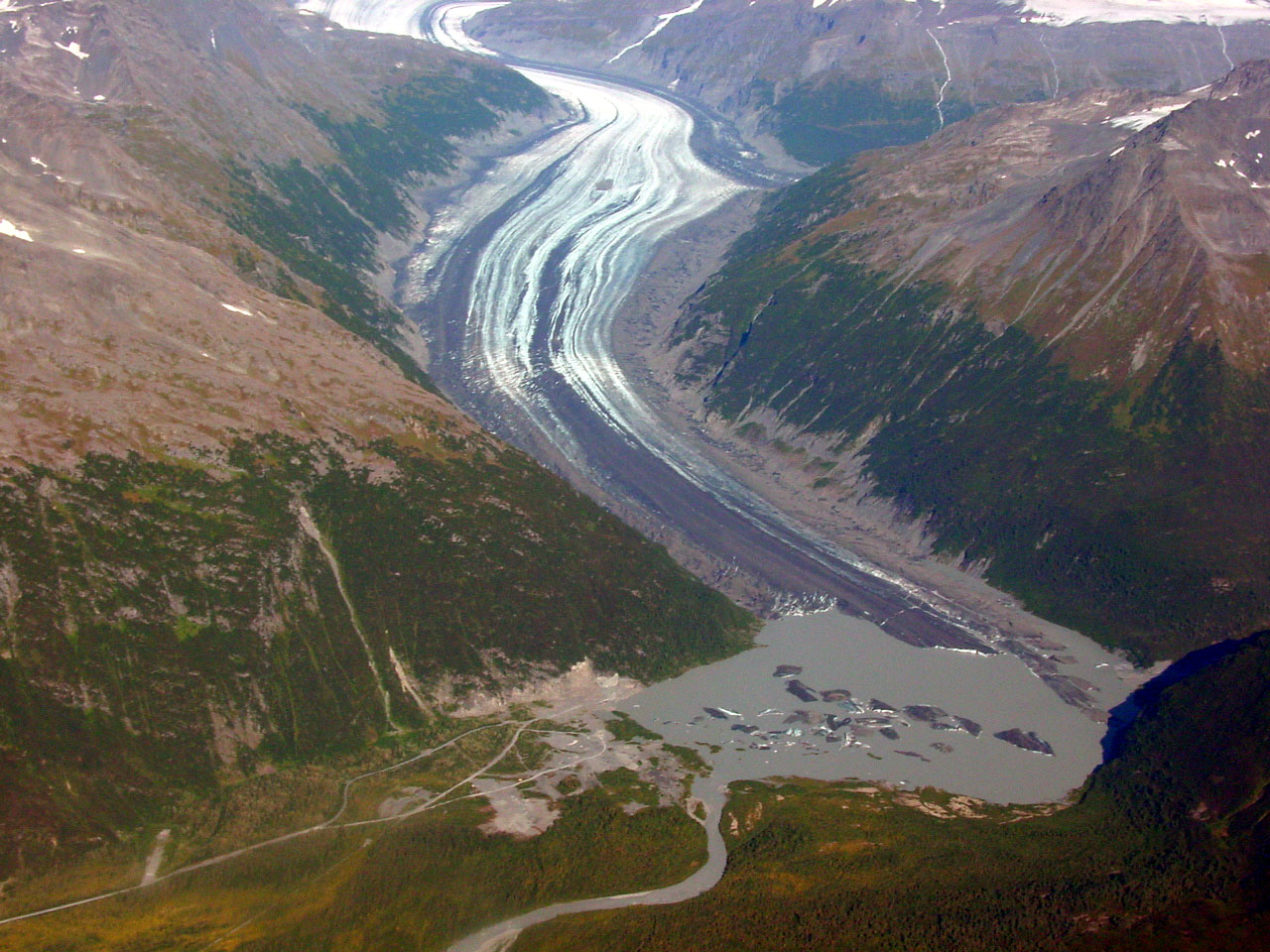
瓦爾迪茲冰河（Valdez Glacier）厚度在20世紀減少90米（300英尺），裸露出河道兩旁的荒地。

在加拿大洛磯山脈中的冰河通常比洛磯山脈南部的更大，且分佈更廣。加拿大洛磯山脈中最容易到達的冰河之一是阿薩巴斯卡冰河，其面積有325平方公里（125平方英里），是哥倫比亞冰原的一個出口冰河。阿薩巴斯卡冰河自19世紀末以來已退縮1,500米（4,900英尺）。冰河在1950年至1980年間的退縮緩慢，但從1980年起的退縮速度已加速。艾伯塔省的佩托冰河面積約為12平方公里（4.6平方英里），在20世紀上半葉迅速退縮， 到1966年趨於穩定，1976年又恢復退縮。位於英屬哥倫比亞省冰河國家公園的伊勒西勒瓦特冰河是塞爾扣克山脈（於洛磯山脈以西）的一部分，自1887年首次被拍攝以來已退縮2公里（1.2英里）。
在英屬哥倫比亞省西南部的加里波第省立公園，公園的面積於18世紀初有超過505平方公里（195平方英里，佔公園面積26%）被冰河覆蓋。 到1987-1988年時，覆蓋面積減少至297平方公里（115平方英里），到2005年再減少至245平方公里（95平方英里），為1850年受覆蓋面積的50%。過去20年中所損失的50平方公里（19平方英里）覆蓋面積與該地區的負冰量平衡相吻合。在同一期間，所有被調查的九條冰河都發生顯著退縮。

#### 阿拉斯加州

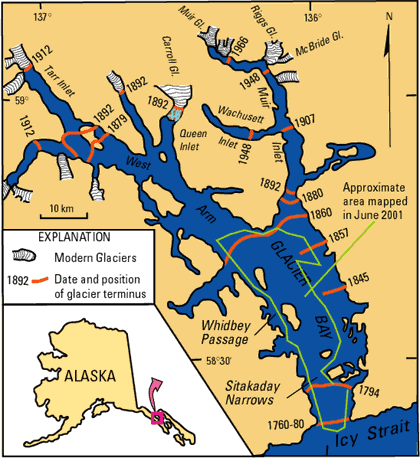
位於美國阿拉斯加州冰河灣國家公園所在的冰河灣，紅線顯示冰河在不同日期退縮後的前沿所在。

阿拉斯加州有數千條冰河，但只有少數被命名。從1980年到2005年的25年中，威廉王子灣瓦爾迪茲附近的哥倫比亞冰河退縮15公里（9.3英里）。油輪埃克森·瓦爾迪茲號為避開冰河前沿而改變航線，崩解的冰山是造成這艘油輪漏油事件的部分原因。瓦爾迪茲冰河（Valdez Glacier ）也在同一地區，雖然沒崩解，但也發生明顯的退縮。 “2005年對阿拉斯加州沿海冰河的航空勘測發現有十多條冰河，其中許多是之前的潮汐冰河和崩解冰河，其中包括大高原冰河（Grand Plateau）、阿爾塞克冰河、貝爾冰河（Bear）和埃克塞爾西奧冰河（Excelsior Glacier），均在快速退縮中。在經觀察的2,000條冰河中，有99%正在退縮。”阿拉斯加的冰灣有三條大型冰河（Guyot冰河、Yahtse冰河及Tyndall冰河）注入，這三條冰河的長度和厚度均已減少，冰河的面積也已減少。Tyndall冰河在1960年代與退縮中的Guyot冰河分離，之後再退縮24公里（15英里），平均每年的退縮超過500米（1,600英尺）。
有三所大學涉入的朱諾冰原研究計劃（Juneau Icefield Research Program）從1946年起持續監測朱諾冰原的出口冰河。於冰原西側，流入阿拉斯加朱諾郊區的門登霍爾冰河的前沿已後退580米（1,900英尺）。於朱諾冰原的19條冰河中，有18條正在退縮，而其中的塔庫冰川正往前延伸。其中11條冰河自1948年起已退縮超過1公里（0.62英里），其中安特勒冰河（Antler Glacier）退縮5.4 公里（3.4英里）、吉爾基冰河（Gilkey Glacier）退縮3.5公里（2.2英里）、諾里斯冰河（Norris Glacier）退縮1.1 公里（0.68英里），及檸檬溪冰河（Lemon Creek Glacier）退縮1.5公里（0.93英里）。至少自1890年博物學家約翰·繆爾觀察到塔庫冰川的大型冰河崩解前沿以來，這條冰河就一直在往前延伸中。到1948年，鄰近的峽灣已被填滿，冰河不再崩解，而能繼續前進。到2005年，塔庫冰川距離塔庫角僅1.5公里（0.93英里），並堵塞塔庫灣。 在1988年至2005年間，塔庫冰川每年平均推進17米（56英尺）。於1946-88年期間，有非常積極的冰量增加推動冰河往前延伸，但自1988年起，冰量一直呈輕微負平衡狀態，應該會在未來減緩這座巨大冰河的前進程度。

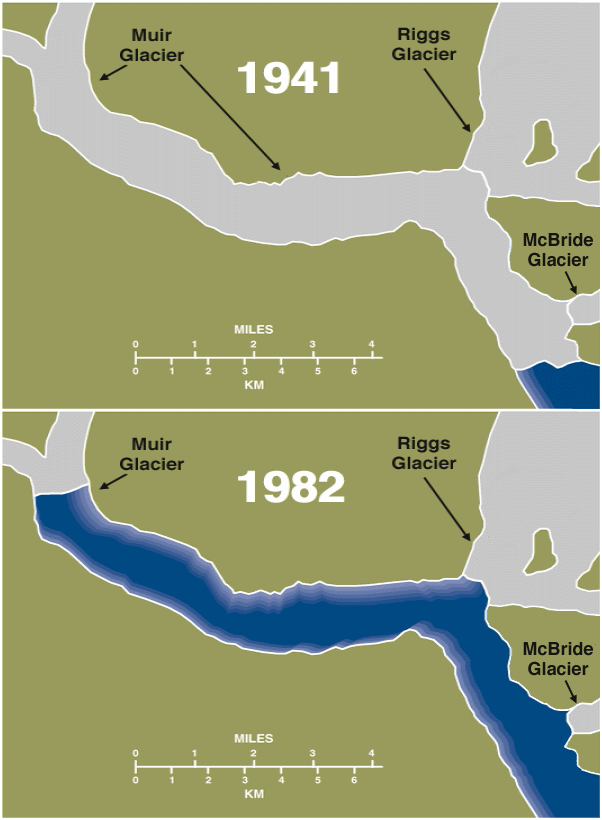
位於美國阿拉斯加州冰河灣國家公園的另一條繆爾冰河，顯示冰河在1941年到1982年的退縮圖。

檸檬溪冰河的長期冰量平衡記錄顯示隨著時間的演進而略有下降。 1957年至1976 年間，此冰河的年平均冰量變化為-0.23米（0.75英尺）。從1990年至2005年，年平均冰量呈負增長，每年為-1.04米（3.4英尺）。經多次冰河測高或海拔測量，比較1950年至1995年間和1995年至2001年間67個阿拉斯加冰河的變薄率變化，發現退縮的速率都已超過一倍（前者每年0.7米（2.3英尺），後者每年1.8米（5.9英尺） ）。這是一種全面趨勢，冰量損失等於厚度損失，而導致冰河不斷後退 - 冰河不僅後退，而且還變得越來越薄。在迪納利國家公園和保留區中所有受監測的冰河都在退縮，平均每年退縮20米（66 英尺）。托克拉特冰河（Toklat Glacier）的前沿每年退縮26米（85英尺），而 Muldrow冰河自1979年以來已變薄20米（66英尺）。阿拉斯加曾有些冰河短暫快速進展的完善記錄，這類冰河會迅速進展，甚至每天可延伸達100米（330英尺）。Bariegated冰河、黑急流冰河、Muldrow冰河、蘇西特納冰河（Susitna Glacier）和亞納特冰河（Yanert  Glacier）都是曾在過去發生過短暫快速進展的例子。這些冰河總體上都在退縮中，間或有短暫的進展。

### 南半球

#### 安第斯山脈和火地島

位於巴塔哥尼亞的聖拉斐爾冰河，在1990年到2000年的退縮動態圖，其後是聖昆廷冰河。

在阿根廷和智利，位於安第斯山脈中部和南部周圍的乾旱地帶，有大型人口居住區依賴冰河融化以取得水源。這些冰河融水還注入河流，有時政府還會在河流上築壩以供水力發電。一些研究人員認為如果目前的氣候趨勢繼續下去，安第斯山脈最高處的許多大冰蓋將會在2030年消失。在南美洲南端的巴塔哥尼亞上的大冰蓋自20世紀90年代初以來已後退1公里（0.62英里），而自19世紀末以來已後退10公里（6.2英里）。據觀察，巴塔哥尼亞冰河消退的速度比世界任何其他地區都要快。北巴塔哥尼亞冰原的面積在1945年至1975年間減少93平方公里（36平方英里），在1975年至1996年間減少174平方公里（67平方英里），顯示退縮的速度正在加速。冰原已縮減達8%，所有其上的冰河都經歷顯著的退縮。南巴塔哥尼亞冰原在1944年至1986年間，總體上有42條冰河呈現退縮的趨勢，其中4條冰河處於冰量平衡，2條冰河往前延伸中。退縮最大的發生在奧希金斯冰河，在1896年至1995年期間已後退14.6公里（9.1英里）。佩里托莫雷諾冰河（長30公里（19英里）），是巴塔哥尼亞冰蓋的主要出口冰河，也是受到最多遊客探訪的冰河。這條冰河目前處於冰量平衡狀態，但在1947-96年期間曾經歷頻繁的振盪，淨往前延伸距離為4.1公里（2.5英里）。冰河自1947年起持續在推進，自1992年起則則基本維持穩定狀態。佩里托莫雷諾冰河是巴塔哥尼亞已知的三條推進中的冰河之一，而其他數百座冰河則在退縮中。在佩里托莫雷諾冰河以北的南巴塔哥尼亞冰原上，兩條主要冰河烏普薩拉冰河和別德馬冰河分別在21年內後退4.6公里（2.9英里）和在13年內後退1公里（0.62英里）。在阿空加瓜河流域，冰河面積因退縮而減少20%（從151平方公里（58平方英里）減少至121平方公里（47平方英里））。根據資料，在火地島的馬里內利冰河至少從1960年到2008年間均持續在退縮中。

#### 大洋洲

圖中顯示的是紐西蘭冰河在近年的加速退縮。注意其中逐漸擴大的冰前湖，退縮的白雪，以及冰層變薄後露出的冰磧壁。另有圖片-Photo.

查亞峰上1850年到2003年間冰河分佈動畫圖。

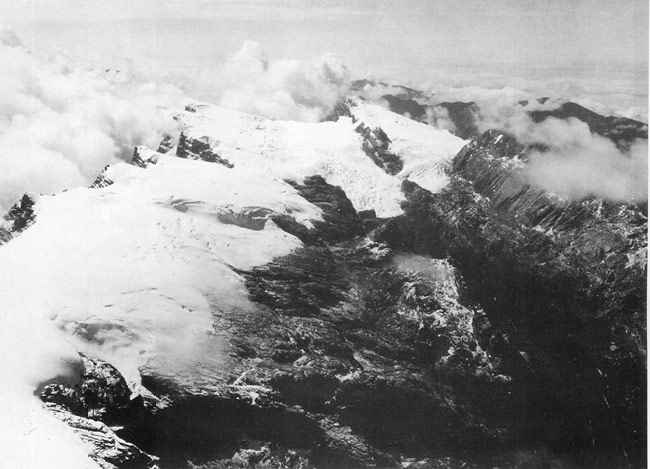
查亞峰的冰蓋（1936年，USGS）。

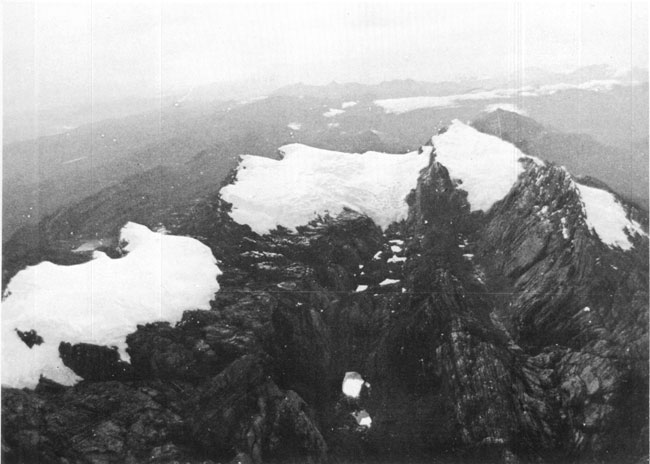
查亞峰上的冰河（1972年，USGS），左：Northwall Firn冰河，中：Meren冰河，右：Carstensz冰河。另有Also mid-2005 image相片及 animation.動畫

紐西蘭的山地冰河自1890年起均普遍發生退縮現象，自1920年起退縮開始加速。大多數冰河在20世紀中明顯變薄和面積縮小，積雪區的海拔升高。象牙冰河（Ivory Glacier）的前沿在在1971年至1975年間後退達30米（98英尺），損失約26%的面積。自1980年起，在其中幾個冰河的前沿有許多冰磧包圍的小型冰前湖。經由過去20年的冰河退縮，克拉森冰河（Classen Glacier）、戈德利冰河（Godley Glacier）和道格拉斯冰河等都在其前沿下方形成新的冰前湖。衛星圖像顯示這些湖泊在繼續擴大之中。紐西蘭幾個最大的冰河，包括塔斯曼冰河、象牙冰河、克拉森冰河、穆勒冰河、莫德冰河（Maud Glacier）、胡克冰河、格雷冰河（Grey Glacier）、戈德利冰河、拉姆齊冰河（Ramsay Glacier）、默奇森冰河、塞爾瑪冰河（Therma Glacier）、沃爾特冰河（Volta Glacier）和道格拉斯冰河的冰量持續顯著減少。這些退縮的冰河均明顯有擴大的冰前湖以及前沿區域冰層變薄的現象。在1976年至2014年間，當地南阿爾卑斯山脈的冰量損失量達到34%。
有些紐西蘭的冰河，尤其是在西海岸遊客較多的福克斯冰河和法蘭士·約瑟夫冰川曾發生過週期性往前推進，尤其是在20世紀的90年代，但與發生在20世紀的退縮相比，這些推進的規模很小。兩者都比前一世紀前縮短2.5公里（1.6英里）以上。這些位於陡坡上的大型、流動快速的冰河對微小的冰量平衡變化非常敏感。幾年中存在有利於冰河前進的條件，例如更多的西風和由此導致的降雪量增加，會讓冰河迅速發生對應的前進，但當這些有利條件結束後，也會發生迅速的退縮。

## 熱帶地區
熱帶冰河位於北迴歸線和南迴歸線之間，在赤道以北或以南各23°26′22”的地區。嚴格的定義是熱帶冰河位於天文熱帶地區中（參見熱帶#Astronomical definition）。此區域的年度氣溫變化小於每日變化，同時也位於熱帶輻合帶振盪區之內。
熱帶冰河是所有冰河中最為罕見，原因很多。首先是這類地區是地球上氣溫最高的。其次是季節變化很小，全年溫暖，缺乏會累積冰雪的寒冷冬季。第三是這些地區少有很高的山脈而能有足夠的低溫來形成冰河。總體而言，熱帶冰河少於其他地區的冰河，並且這裡的冰河是最有可能對氣候變化做出快速反應者。僅幾度的升溫就會對熱帶冰河產生幾乎立竿見影的負面影響。
在赤道附近的東非、南美洲的安第斯山脈和新幾內亞仍有冰河存在。當地冰河的退縮已透過從1800年代末起至今日的地圖和照片留下記錄。熱帶冰河中的99.64%位於南美洲的安第斯山脈，0.25%位於非洲的魯文佐里山脈、肯亞山和吉力馬扎羅山，0.11%位於新幾內亞的伊里安查亞地區（Irian Jaya region，位於印尼的西巴布亞）。

### 非洲

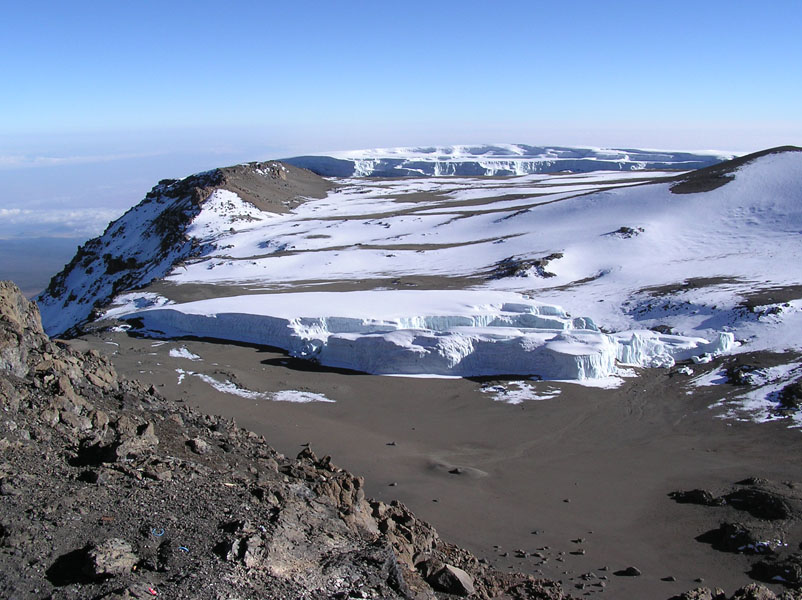
位於吉力馬扎羅山巔的富特文格勒冰河，其後是片雪地，再往後是北部冰區。

幾乎整個非洲都位於熱帶和亞熱帶氣候區內。當地的冰河僅存在兩個孤立的山脈以及魯文佐里山脈。吉力馬扎羅山的海拔有5,895米（19,341英尺），是非洲大陸的最高峰。從1912年到2006年之間，吉力馬扎羅山山頂的冰河覆蓋明已明顯退縮75%，冰河由於退縮和變薄，其體積比1912年所測量的減少80%。 從1984年到1998年的14年間，山頂冰河中有一段退縮300米（980英尺）。在2002年所做的一項研究確定如果情況持續的話，吉力馬扎羅山頂的冰河將在2015年至2020年之間消失。美國前副總統艾爾·高爾在2006年預測，吉力馬扎羅山將在十年內不再有雪覆蓋。一份在2005年3月發表的報告說山上幾乎已無冰河殘留，報告指出這是11,000年以來，山頂部分地區的貧瘠地面的首次受到暴露。研究人員報告說吉力馬扎羅山上的冰河退縮是由於昇華增加和降雪減少兩者共同所造成。
富特文格勒冰河位於吉力馬扎羅山山巔附近。 這條冰河在1976年至2000年間，面積幾乎減半（從113,000平方米（1,220,000平方英尺）減少到60,000平方米（650,000平方英尺））。科學家們在2006年初所做的實地考察中，於冰河中心附近發現一個大洞。這個洞穿過冰河（剩餘厚度6米 (20英尺) ）一直延伸到其下的岩石，預計此洞到2007年會擴大，並將冰河一分為二。 
吉力馬扎羅山以北是肯亞山（海拔5,199 米（17,057英尺），是非洲大陸第二高山）。肯亞山上有許多小冰河，這些冰河的冰量自20世紀中葉以來至少減少45%。根據美國地質調查局 (USGS) 的研究，肯亞山頂在1900年有18條冰河，到1986年只剩下11條。 冰河覆蓋的總面積在1900年為1.6平方公里（0.62平方英里），但到2000年僅剩下約25%，即0.4平方公里（0.15平方英里）。在吉力馬扎羅山和肯亞山以西有魯文佐里山脈，其海拔有5,109米（16,762英尺）。照片證據顯示當地冰河覆蓋的面積在過去的一個世紀裡已顯著減少。 1955年至1990年之間的35年，魯文佐里山脈的冰河面積減少約40%。由於山脈靠近具有高濕度的剛果河地區，其冰河消退速度會比吉力馬扎羅山或肯亞山的要慢。

### 南美洲
冰河學家對南美洲兩個小冰河所做的研究發現其在消退之中。安第斯山脈北部80%以上的冰河都集中在最高峰上面積約1平方公里（0.39平方英里）的小平原。 1992年至1998年對玻利維亞查卡塔雅冰河和厄瓜多爾安蒂扎納冰河（Antizana Glacier）的觀測顯示每個冰河每年減少的厚度在0.6米（2.0英尺）至1.9米（6.2英尺）之間。 查卡塔雅冰河在此段時間的體積減少67%，厚度減少40%。自1940年以來，查卡塔雅冰河的冰量已減少90%，預計將在2010年至2015年間完全消失。據報導，安蒂扎納冰河的表面積在1979年至2007年間已減少40%。研究還發現這兩個冰河自20世紀80年代中期起，其退縮速度持續在增加。位於哥倫比亞的內瓦多·德·魯伊斯火山頂部的冰河在過去40年裡已失去超過一半的面積。
往南到秘魯，當地安第斯山脈的總體海拔較高，擁有約70%的熱帶冰河。 在1988年根據1970年的資料所做的冰河清查，當時冰河覆蓋面積為2,600平方公里（1,000平方英里）。在2000年至2016年之間，已有29%的冰河面積消失，剩餘面積估計約為1,300平方公里（500平方英里）。位於秘魯的奎爾卡亞冰蓋為世界大二大熱帶冰蓋，僅次於該國位於科羅普納峰的冰蓋，奎爾卡亞冰蓋的所有出口冰河都在退縮中。以其中之一的克里· 卡里斯冰河為例，其在1995年至1998年的三年期間，退縮速度達到每年有155米（509英尺）。自1983年起，融化的冰在冰河前沿形成一個大湖，冰河更前端也出現數千年來首次裸露的地面。 

### 大洋洲
荷蘭探險家揚·卡斯滕斯於1623年提出有關新幾內亞赤道山脈有冰河覆蓋的報告，最初曾遭到訕笑，但在20世紀初，位於西巴布亞的毛克山脈（意為“雪山”）至少有五個亞山脈確實仍被大型冰蓋覆蓋。由於該地位於熱帶地區，氣溫幾乎無季節性變化。此地全年降雨、降雪和雲量都維持穩定，而且在20世紀中的降水量並無明顯變化。
在1913年，當地4,550米（14,930英尺）高的Prins Hendrik山峰（現在稱為亞民峰），據報其上有“永恆”積雪，但從此即未繼續觀察。威廉敏娜山 (Wilhelmina Peaks) 的冰蓋從海拔4,720米 (15,490英尺)開始覆蓋，在1909年往下達到4,400 米(14,400英尺) 處，而在1939年至1963年間消失。 當地第三高峰曼陀羅峰的冰蓋在20世紀90年代消失。當地第四高峰恩家· 皮林斯特峰上的伊登堡冰河（Idenburg glacier ）於2003年乾涸。這使得曾在新幾內亞高山中存在的連續冰蓋僅在最高峰查亞峰（海拔4,884米（16,024英尺））上還留存有殘餘，估計那兒冰蓋在1850年的面積曾為20平方公里（7.7平方英里）。
自1936年首次利用飛機對該地區進行廣泛探索（為首次查亞峰登頂做準備）以來，照片證據顯示這座山上的冰河發生過大規模的退縮。從那時起到2010年，山上的冰蓋損失80% - 其中三分之二是自20世紀70年代所進行另一次科學考察後發生的。在1973年至1976年間所做的研究顯示Meren冰河（Meren Glacier）退縮200米（660英尺），而Carstensz冰河則退縮50米（160英尺）。Northwall Firn冰河是查亞峰上最大的冰蓋遺跡，它在1942年之後分裂成兩個獨立的冰河。根據美國發射的地球觀測衛星IKONOS所拍攝新幾內亞冰河衛星影像顯示，冰河面積在2002年只剩下2.1平方公里（0.81平方英里），在2000年至2002年的兩年裡，東Northwall Firn冰河減少4.5%，西Northwall Firn冰河減少19.4%， 查亞峰冰河冰河的冰量減少6.8%，而Meren冰河在1994年至2000年之間完全消失。在2010年對本查亞峰剩餘冰河的考察，發現那裡冰河上的厚度約32米（105英尺），且以每年7米（23英尺）的速度變薄，照此速度，剩餘的冰河預計只能持續到2015年。在2019年所做的一項研究，預測這些冰河將會在十年內消失。

## 極地
雖然熱帶和中緯度冰河所在的山區和山谷冰河距離人類很近，而且很重要，但它們僅佔有地球所有冰河中的一小部分。全球的淡水冰中大約有99%存在南北極、亞南極洲以及格陵蘭的大冰蓋中。這些連綿，大陸級冰蓋的厚度達3公里（1.9英里）或更厚，把大部分兩極和亞極地陸地覆蓋住。眾多的出口冰河將冰塊從冰蓋邊緣輸入海洋，如同河川從巨大湖泊流出的一樣。

### 冰島
北大西洋中的島國冰島是歐洲最大冰蓋瓦特納冰原的所在。布雷扎梅尔克冰川是瓦特納冰原的出口冰河之一，在1973年至2004年間已退縮2公里（1.2英里）。布雷扎梅尔克冰川在20世紀初曾延伸至距海洋僅250米（820英尺）處，但到2004年，其前沿已向內陸後退3公里（1.9英里）。冰河退縮後產生一個迅速擴大的冰前湖 - 傑古沙龍冰湖，其中充滿從其前緣崩解的冰山。傑古沙龍冰湖深110米（360英尺），其面積在1994年至2004年間幾乎增加一倍。在1987年至1995年間，冰島冰河的冰量平衡測量顯示呈正負交替變化，但之後就主要呈負值狀態。在冰島中部的霍夫斯冰原的冰蓋，從1995年到2005年，測得每年的冰量平衡均為負值。
冰島大部分冰河在1930年至1960年間的溫暖期間均迅速退縮，在隨後的十年中因氣候變冷而退縮減慢，在1970年後開始往前延伸。延伸速度在20世紀80年代達到頂峰，此後持續減慢到大約1990年。由於全球在20世紀80年代中期開始迅速變暖，冰島大部分冰河在1990年後開始退縮，到2000年，冰島所有受監測的非短暫迅速進展型冰河都發生退縮。2000年至2005年間，冰島冰河學會平均每年會針對45個非短暫迅速進展型冰河前沿做監測。

### 加拿大

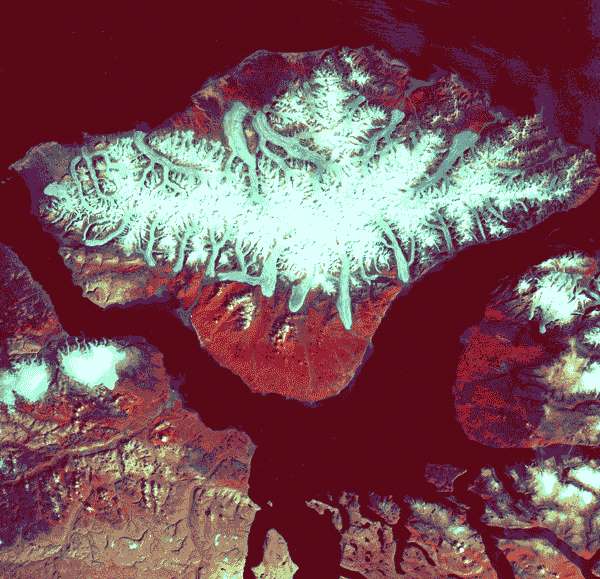
加拿大北極群島中拜洛特島上的冰蓋（攝於1975-08-14，USGS）。

除格陵蘭和南極冰蓋之外，加拿大的北極群島擁有地球上面積和體積最大的陸地冰山，同時是許多巨大冰蓋的所在，包括巴芬島上的彭尼冰蓋和巴恩斯冰蓋，拜洛特島上的拜洛特冰蓋（Bylot Ice Cap）和德文島上的德文郡冰蓋。加拿大北極地區冰河的冰量在1960年至2000年間維持接近平衡的狀態，在1995年至2000年間每年損失23吉噸的冰。 從那時起，這些冰河因夏季氣溫升高而發生冰量急劇損失，2007年至2009年間每年損失達92吉噸。 
其他研究顯示在1960年至1999年間，德文郡冰蓋損失67立方公里（16立方英里）的冰，主要是因冰層變薄。從1960年起，德文郡冰蓋東部邊緣的所有主要出口冰河的退縮都已從1公里（0.62英里）增加到3公里（1.9英里）。從1959年起，在艾厄士米爾島哈森高原（Hazen Plateau ）上的西蒙冰蓋（Simmon Ice Cap）已失去47%的面積。如果目前的氣候條件繼續下去，哈森高原上剩餘的冰河將在2050年左右消失。2005年8月13日，艾爾斯冰棚脫離艾厄士米爾島的北岸，一塊面積達66平方公里（25平方英里）的冰棚漂入北冰洋。在此之前有沃德亨特冰棚於2002年脫離。沃德亨特冰棚在上個世紀（20世紀）已損失90%的面積。

### 北歐
在挪威、芬蘭和俄羅斯以北的北極島嶼都有冰河退縮的證據。如挪威的冷岸群島和斯匹茲卑爾根島就有許多冰河。研究顯示在斯匹茲卑爾根島上的漢斯冰河（Hansbreen (Hans Glacier））從1936年到1982年間退縮1.4公里（0.87英里），在1982年到1998年的16年期間又退縮400米（1,300英尺）。 一條位於斯匹茲卑爾根島國王灣地區，名為Blomstrandbreen的冰河在過去80年裡已退縮約2公里（1.2英里）。Blomstrandbreen自1960年以來每年平均後退約35米（115英里），且自1995年之後的退縮已經加速。 另一條名為Midre Lovenbreen的冰河在1977年至1995年間已退縮200米（660英尺）。研究顯示俄羅斯北部的新地島沿岸在1952年有208公里（129英里）的冰河，但到1993年，冰河已減少8%，剩下198公里（123英里）。

### 格陵蘭

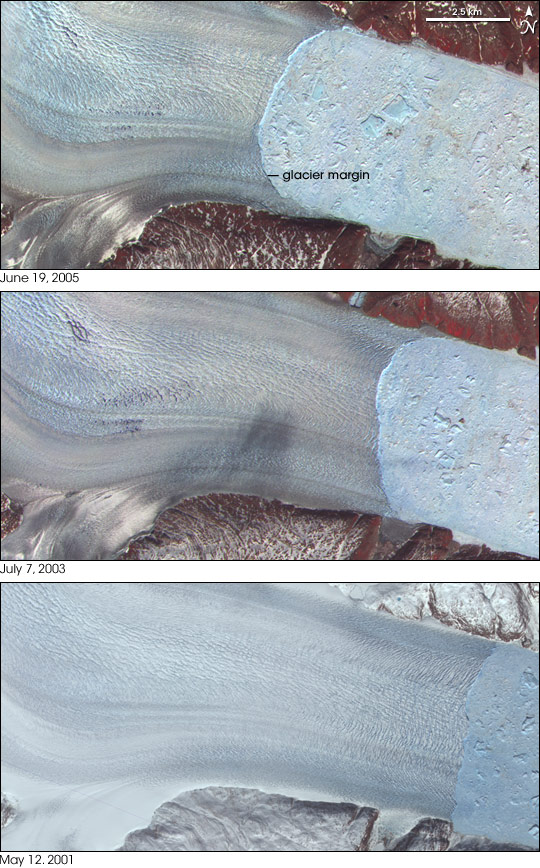
顯示格林蘭上赫爾海姆冰河的三張退縮過程圖。

在格陵蘭的出口冰河中也發現有退縮現象，導致冰流失增加和來源處冰蓋的冰量平衡不穩定。格陵蘭冰蓋在近年的淨體積損失及在海平面上升的作用增加一倍，從1996年的每年90立方公里（22立方英里）增加到2005年的每年220立方公里（53立方英里）。研究人員還指出到2005年時，這種加速現像已廣泛在北緯70度以南幾乎所有冰河中發生。2000年之後，已造成幾個原本長期穩定大型冰河發生退縮現象。受研究的三條冰河 - 赫爾海姆冰河、康格德魯格蘇阿克冰河和雅各布港冰河 - 共同負擔格陵蘭冰蓋16%的冰量出口。以赫爾海姆冰河為例，研究人員利用衛星圖像來確定冰河的移動和後退。20世紀50年代和70年代的衛星圖像和航拍照片顯示冰河前沿在數十年間一直維持在同一位置。 但冰河在2001年開始迅速退縮，到2005年，冰河已退縮總計7.2公里（4.5英里），退縮速度在此期間從每天20米（66英尺）加速到每天35米（115英尺）。
位於格陵蘭西部的雅各布港冰河是格陵蘭冰蓋的主要出口冰河，是過去半個世紀中世界上移動最快的冰河。它至少自1950年以來持續以每天超過24米（79英尺）的速度移動，而維持一個穩定前沿。這條12公里（7.5英里）長的冰河浮動前沿在2002年進入快速退縮階段，冰鋒破裂，浮動前沿解體，每天的退縮速度加速，超過30米（98英尺）。但現在冰河已“猛然煞車”，降低流速，每年的冰層厚度增加20米。
康格德魯格蘇阿克冰河主幹部分在1988年至2001年較短的期間內每天的流速為15米（49英尺），但在2005年夏季測得的流速為每天40米（130英尺）。這條冰河不僅退縮，也變薄（超過100米 (330英尺)。
格陵蘭赫爾海姆冰河、雅各布港冰河和康格德魯格蘇阿克冰河的迅速變薄、流速加快，加上退縮，顯示有種共同觸發機制存在，例如由於區域氣候變暖或冰河前沿力量變化導致的表面融化加劇。據觀察，冰層表面融化，對冰河底部有潤滑作用，會導致季節性速度小幅增加，而冰湖湖水的釋放也僅會導致短期加速。此三大冰河的顯著加速始於其前沿崩解，並往內陸傳播，本質上並非季節性。因此在格陵蘭所觀察到的小型和大型出口冰河加速，是因為冰河前沿崩解動態力變化所驅動，而非融水潤滑增強的結果。在緬因大學任教的特倫斯·休斯 (Terence Hughes) 教授於1986年將這種現象稱為雅各布港效應 (Jakobshavns Effect)。
一項研究顯示格陵蘭在2002年至2019年期間失去4,550吉噸的冰，平均每年損失268吉噸。 格陵蘭在2019年的兩個月內失去600吉噸的冰，導致全球海平面上升2.2毫米。

### 南極洲

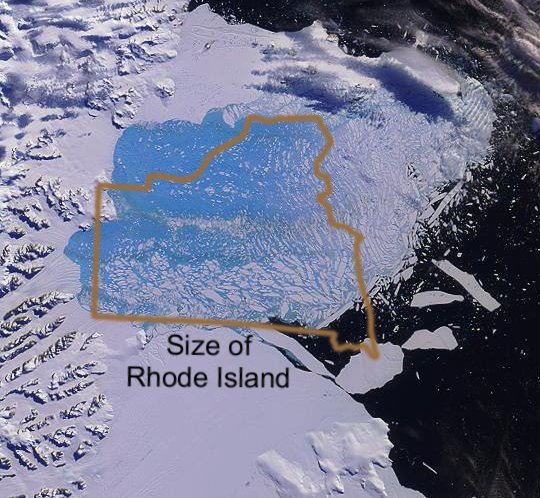
在南極中崩解的拉森B冰棚，其面積與美國羅德島州相近。

南極洲的氣候極度寒冷及乾旱。世界上大部分淡水都存在此處的冰層內。最引人注目的冰河退縮例子是在南極半島的拉森冰棚發生的大片損失。最近南極半島上的沃迪冰棚、古斯塔夫王子冰棚、穆勒冰棚、瓊斯冰棚、拉森-A冰棚及拉森-B冰棚的崩塌提高人們對冰棚系統動態性的意識。
南極冰蓋是已知全球最大的單一冰塊。以冰層形式覆蓋住近1,400萬平方公里的面積，具有的冰量為約3,000萬立方公里。地球表面約90%的淡水都儲存在此地，如果全部融化，會把海平面升高58米。南極洲其上平均表面溫度自1957年起呈變暖趨勢，每十年約上升達顯著的>0.05°C。
南極洲被橫貫南極山脈分隔成兩個不相等的部分 - 大塊的稱為東南極冰蓋（EAIS），較小的稱為西南極冰蓋（WAIS）。 EAIS座落在一塊主要陸塊上，但WAIS座落所在的陸塊，有些地方則低於海平面2,500米以上。如果其上沒有冰蓋的話，等於就是海底。 WAIS被歸類為海洋冰蓋，表示它的底部位於海平面下，其邊緣屬於浮動冰棚。WAIS的邊緣有羅斯冰棚、菲爾希納-龍尼冰棚和流入阿蒙森海的出口冰河。
當冰層表面融化時，會導致冰棚不穩定，拉森冰棚的崩塌是由於融化季節溫度升高，導致表面融化並在冰棚上形成淺水池之後所造成。拉森冰棚在1995年到2001年之間失去2,500平方公里（970平方英里）的面積。從2002年1月31日開始的35天內，約有3,250平方公里（1,250平方英里）面積的冰棚解體。現在冰棚的大小是之前具有最小穩定狀態時的40%。 在2015年所做的一項研究，結論是根據該地區冰河流速加快和迅速變薄情況，剩餘的拉森B冰棚將在十年後解體。瓊斯冰棚在1970年代的面積為35平方公里（14平方英里），但到2008年時已消失。沃迪冰棚的面積從1950年的1,500平方公里（580平方英里）變成2000年的1,400平方公里（540平方英里）。古斯塔夫王子冰棚在2008年的面積已從1,600平方公里（620平方英里）減少為1,100平方公里（420平方英里）。冰河損失後，來自冰河支流支撐的減少，冰棚破裂導致內陸冰塊流出加速。羅斯冰棚是南極洲最大的冰棚（面積約為487,000平方公里（188,000平方英里），寬度約800公里（500英里）：大約相當於法國的面積）。威爾金斯冰棚是另一個發生大幅退縮的冰棚。此冰棚在1998年的面積為16,000平方公里（6,200平方英里），當年的損失即有1,000平方公里（390平方英里）。在2007年和2008年，有嚴重斷裂發生，導致另外的損失達1,400平方公里（540平方英里），部分崩解發生在南半球冬季。崩解似乎是由於冰層變薄等原因所造成，可能是源自基底融化（因為並無明顯的表面融化），導致冰層與地層連接的強度降低。較薄的冰層出現裂痕，而後崩解。這一時期事件的高點是連接主冰棚與夏科島的冰橋崩塌，在2009年2月至6月之間又損失700平方公里（270平方英里）的面積。
南根戈德里冰川是一個小型的南極冰蓋出口冰河，在1983年到2002年之間的年平均退縮速度是0.7米（2.3英尺）。這條在南極半島上的冰河是唯一往南極洲之北走向的。在一項針對半島上244條冰河的研究，發現其中212條較1953年首次測量時的位置平均退縮600米（2,000英尺）。派恩島冰川是流入阿蒙森海的出口冰河，在1998年所做的一項研究，發現冰河每年變薄3.5米（11英尺）± 0.9米（3.0英尺），並在3.8年內總共退縮5公里（3.1英里）。派恩島冰川的前沿是個漂浮的冰棚，在1992年到1996年之間，與此冰棚接觸點每年退縮1.2公里（0.75英里）。這條冰河攜帶很大數量的西南極冰蓋冰量入海。
在2014年發表的一項研究報告說南極冰河的前沿在1992年至2011年期間快速退縮。根據在2005年發表的一項研究，發生最大退縮的是肖格倫冰川，這條冰河比1953年的位置向內陸又推進13公里（8.1英里）。而顯示有往前延伸的冰河，平均每條冰河僅進展300米（980英尺），明顯小於觀察到其他冰河的大規模後退。思韋茨冰川也顯示變薄的跡象，被稱為西南極冰蓋中的薄弱環節。新近的衛星影像數據估算出思韋茨冰川所連結的“冰棚於2014年至2017年間，融化速率為207米/年，這是南極洲有記錄以來最高的速率。”托滕冰川是條攜帶東部南極洲冰量入海的大型冰河。在2008年所做的一項研究發現這條冰河正在喪失冰量。在2015年發表的一項研究報告提出托滕冰川對造成東南極洲冰層變薄率的作用最大，而冰層變薄是由海洋過程導致的基底融化加劇，以及冰間湖活動的影響所驅動。此外在夏季和冬季，附近大陸棚冰冷表層海水以下400至500米處有溫暖環極深層洋流存在的緣故。
一項在2019年所做的研究顯示南極洲冰層流失速度是40年前的六倍。另一項研究顯示派恩島冰川和思韋茨冰川的融化速度是“20世紀90年代初”的五倍。
2020年2月，據阿根廷設立的觀測站 - 埃斯佩蘭薩站 - 報導，南極半島的氣溫達到18.3°C（64.9°F），這是南極洲大陸有記錄以來的最高氣溫。南極半島氣溫在過去50年中驟升5°C，半島西岸的冰河中約有87%已發生退縮。

## 進一步閱讀
- Gornitz, Vivien. Vanishing Ice: Glaciers, Ice Sheets, and Rising    Seas (Columbia University Press, 2019) online review （页面存档备份，存于）

- Moon, Twila. Saying goodbye to glaciers （页面存档备份，存于）, Science, 12 May 2017, Vol. 356, Issue 6338, pp. 580–581, doi:10.1126/science.aam9625